# Đoàn cố vấn quân sự Liên Xô tại Việt Nam
Đoàn cố vấn quân sự Liên Xô tại Việt Nam (tiếng Nga: Группа советских военных специалистов во Вьетнаме) là một đội hình quân sự tổng hợp của Lực lượng Vũ trang Liên Xô được đưa đến Việt Nam Dân chủ Cộng hòa (VNDCCH) theo lời mời của chính phủ Việt Nam Dân chủ Cộng hòa và cá nhân Hồ Chí Minh và hỗ trợ quân sự và kỹ thuật cho Quân đội Nhân dân Việt Nam (QĐNDVN) và Mặt trận Dân tộc Giải phóng miền Nam Việt Nam (MTDT). Theo Tổng cục Tác chiến của Bộ Tổng tham mưu các lực lượng vũ trang Liên Xô, từ tháng 7 năm 1965 đến tháng 12 năm 1974, 6,359 tướng lĩnh, sĩ quan và hơn 4,500 lính nghĩa vụ đã được cử sang Việt Nam với tư cách là chuyên gia quân sự của Liên Xô. Có nhiều sĩ quan tiền phương (chỉ huy trung đoàn và tiểu đoàn tên lửa phòng không, và chỉ huy trung đội cao cấp) đã có kinh nghiệm trong Chiến tranh thế giới thứ hai. Một số ít chuyên gia quân sự và dân sự từ các nước xã hội chủ nghĩa như Bungari, Tiệp Khắc và Cuba cũng giúp Bắc Việt Nam chống lại lực lượng Hoa Kỳ và lực lượng phụ trợ từ các nước khác.
Dữ liệu về tổn thất trong thời kỳ chiến tranh khác nhau và dao động từ từ bảy đến mười sáu người. Theo Đại tá An ninh Nhà nước I.N. Morozov, ngoài những người chết, còn có vài chục người bị thương, cũng như những người bị chứng rối loạn thần kinh do chấn động và rối loạn tâm thần kèm theo hậu quả của các cuộc bắn phá thường xuyên trên không.
Trong giai đoạn sau chiến tranh (1975-2002), 44 quân nhân Liên Xô đã chết tại Việt Nam (chủ yếu là do tai nạn hàng không). Tên của họ được chạm nổi trên phiến đá granit của Khu tưởng niệm ở Cam Ranh.
Lý do viện trợ quân sự cho Bắc Việt Nam là do tình hữu nghị khi xem Việt Nam là một nước quan trọng về chiến lược của Liên Xô tại Đông Nam Á.
Bắt đầu từ tháng 8 năm 1964, Hoa Kỳ đã phát động một "cuộc chiến trên không" chống lại Việt Nam Dân chủ Cộng hòa, trong đó người Mỹ đã thực hiện hơn hai triệu phi vụ (trong đó có nửa triệu phi vụ chiến đấu) vào miền Bắc Việt Nam. Sự hỗ trợ của Liên Xô và các nước xã hội chủ nghĩa khác đã cản trở ưu thế trên không chiến lược của Mỹ.
Bằng cách phân tán iốt chì và bạc trong các đám mây mưa, người Mỹ đã gây ra những trận mưa lớn gây khó khăn cho việc di chuyển quân và thiết bị, làm ngập lụt các khu vực rộng lớn, làm xấu đi không chỉ nguồn cung cấp quân đội mà còn cả điều kiện sống của toàn bộ dân cư. Khoảng 43% tổng diện tích cây trồng của miền Nam Việt Nam và 44% diện tích rừng bị ảnh hưởng bởi chất độc thực vật. Tất cả các chất độc thực vật được sử dụng đều được chứng minh là độc hại đối với người và động vật máu nóng. Tất cả những điều này cuối cùng đã khiến Liên Hợp Quốc thông qua Công ước về "Cấm quân sự hoặc bất kỳ hành vi thù địch nào khác sử dụng các kỹ thuật sửa đổi môi trường", phù hợp với nghị quyết của Đại hội đồng 31/72 ngày 10 tháng 12 năm 1976, cấm sử dụng môi trường như một phương pháp chiến tranh.
Việc ném bom vào Việt Nam trong toàn bộ thời kỳ chiến tranh, ngoại trừ năm 1972 (Chiến dịch Linebacker 2), có bản chất chiến lược. Trong Chiến dịch Sấm Rền vào tháng 9 năm 1967, người Mỹ đặc biệt chú trọng vào việc phá hủy cơ sở hạ tầng hậu cần: nhà máy, bến cảng, nhà máy điện, nhà kho và cơ sở lưu trữ, cầu và giao lộ vận tải, thông tin liên lạc đường bộ và đường sắt, tàu thủy, tàu hỏa, xe tải. Mặt khác, các phi công Hoa Kỳ phàn nàn rằng họ bị cấm ném bom các tàu Liên Xô mà từ đó các tên lửa phòng không được đưa vào.
Hầu như toàn bộ lãnh thổ của Việt Nam Dân chủ Cộng hòa là một chiến trường của các hoạt động quân sự, và khái niệm “hậu phương” không tồn tại ở đó.
Sau khi quân đội Hoa Kỳ rút khỏi Đông Dương trong Chiến tranh Lạnh, các chuyên gia quân sự Liên Xô tại Việt Nam đảm bảo các lợi ích chính trị và quân sự chiến lược của Liên Xô ở Đông Nam Á và kiểm soát thông tin liên lạc hàng hải bằng cách giám sát hoạt động các tàu hải quân Hoa Kỳ và các nước NATO khác và Hải quân Quân Giải phóng Nhân dân Trung Quốc trên các vùng biển của Biển Đông, Biển Philippines, Ấn Độ Dương và Tây Thái Bình Dương.

## Lịch sử hỗ trợ quân sự của Liên Xô và hợp tác quân sự-kỹ thuật giữa Liên Xô và Việt Nam

### Bối cảnh
Năm 1941, trong lực lượng dân quân bảo vệ Moskva có một số quân tình nguyện đến từ Việt Nam. Một số ít người gốc Việt từng phục vụ trong quân đội NKVD. Ngay sau khi Chiến tranh thế giới thứ hai kết thúc, Stalin đã hỗ trợ Hồ Chí Minh trong cuộc đấu tranh chống lại quân viễn chinh Pháp, và một phái đoàn quân sự Liên Xô làm việc tại Việt Nam từ ngày 26 tháng 10 năm 1946 đến ngày 13 tháng 1 năm 1947. Cũng có thông tin về sự tham gia của quân nhân Liên Xô trong Chiến tranh Đông Dương lần thứ nhất.
N.F. Karatsupa làm việc cho Lực lượng Biên phòng KGB Liên Xô tại Việt Nam này từ năm 1957 đến năm 1961, thiết lập và đào tạo các binh sĩ biên phòng địa phương. Một trong những tiền đồn biên giới ở Việt Nam được đặt theo tên ông.
Các chuyên gia Bộ Quốc phòng Liên Xô, với số lượng ít, đã đến Việt Nam ít nhất từ đầu những năm 1960. Vì vậy, năm 1960, theo yêu cầu của chính phủ Việt Nam, Tư lệnh Lực lượng Không quân Liên Xô, Nguyên soái Không quân N.S. Skripko đã cử một nhóm phi công Liên Xô sang tổ chức huấn luyện các lực lượng không quân Việt Nam và hoạt động không vận.
Đầu những năm 1960, các phi đội Li-2 và IL-14 thường trực đóng tại Việt Nam và Lào, thực hiện các chuyến bay chiến đấu để chuyển quân và chở hàng. Năm 1961, các phi hành đoàn của Trung đoàn Trực thăng Cờ đỏ Độc lập 319 mang tên V.I. Lenin đã làm việc ở Việt Nam. Năm 1964, Trung đoàn Hàng không Vận tải Quân sự 339 Liên Xô làm nhiệm vụ vận chuyển quân, quân dụng, đạn dược cho Việt Nam. Từ năm 1961 đến năm 1964, có các phi công của Tập đoàn quân không quân 11 đặc chủng, đã từng tham chiến trong Thế chiến 2.
Từ năm 1960 đến năm 1963, các phi hành đoàn Không quân Liên Xô đã thực hiện hơn 1900 phi vụ với 4270 giờ bay, vận chuyển 7460 người và 1000 tấn hàng hóa, bao gồm cả những lần thả dù từ Việt Nam Dân chủ đến các sân bay và địa điểm ở Lào. Đây cũng là thời điểm Liên Xô chịu tổn thất quân sự đầu tiên tại Việt Nam - chuyên gia quân sự Thượng tá A.N. Solomin bị giết trong khi thi hành nhiệm vụ vào ngày 17 tháng 2 năm 1961.

### Sau năm 1965

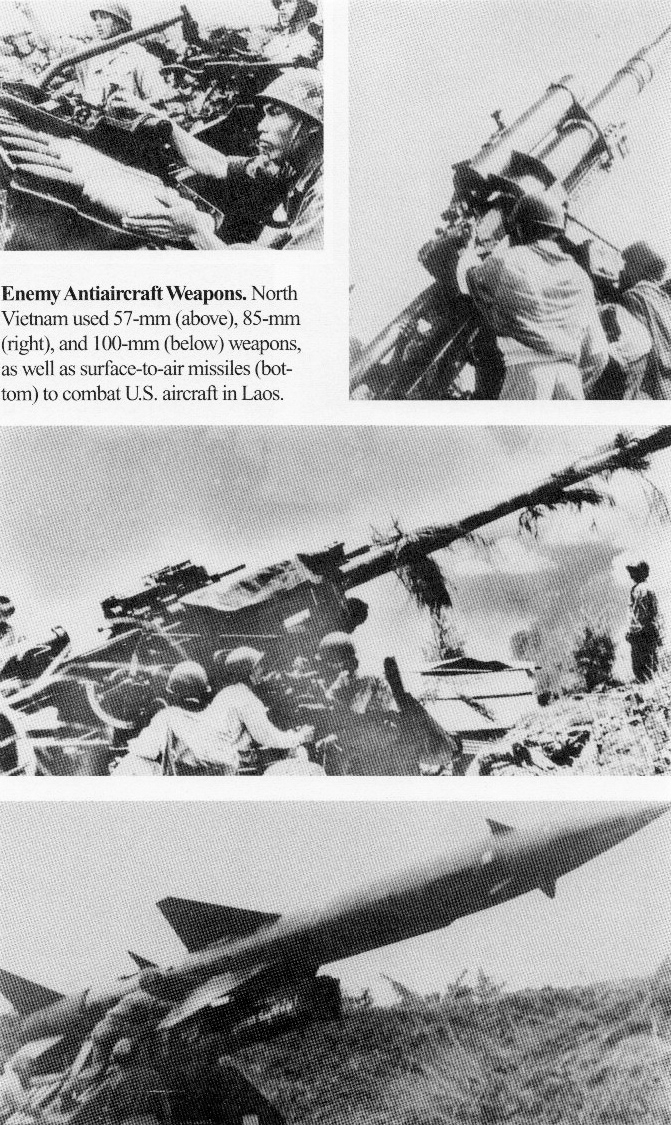
Hệ thống phòng không Liên Xô trang bị cho Quân đội Nhân dân Việt Nam

Chuyên môn của các chuyên gia Liên Xô được cử đi (phi công vận tải hàng không và pháo binh) và số lượng cực kỳ ít ỏi đã khiến họ không thể hoàn thành nhiệm vụ được giao khi các hoạt động tác chiến toàn diện diễn ra ở Việt Nam (trước đó chỉ có đơn vị "Mũ nồi xanh" thuộc Đặc nhiệm Lục quân Hoa Kỳ và Quân đội Nam Việt Nam hoạt động tại Việt Nam). Vào tháng 4 năm 1965, một phái đoàn của Đảng và chính phủ Việt Nam Dân chủ Cộng hòa, do Lê Duẩn đứng đầu, đã đến Moskva, yêu cầu hỗ trợ quân sự khẩn cấp. Vào ngày 6 tháng 7 năm 1965, phù hợp với các thỏa thuận đã ký trước đó, Hội đồng Bộ trưởng Liên Xô đã thông qua sắc lệnh №525-200, trên cơ sở đó một "Nhóm chuyên gia quân sự Liên Xô" (советских военных специалистов, sovetskikh voyennykh spetsialistov, SVS) được thành lập tại Việt Nam Dân chủ Cộng hòa. Theo quy định của Hiệp định liên Chính phủ, một đoàn chuyên gia quân sự Liên Xô đến Hà Nội ngày 16 tháng 4 năm 1965. Cùng ngày, khoảng hai trăm chuyên gia tên lửa phòng không từ Quân khu Phòng không Baku đã đến bằng tàu hỏa qua lãnh thổ Cộng hòa Nhân dân Trung Hoa, cùng với trang thiết bị đến Việt Nam.
Ở giai đoạn đầu của cuộc chiến, giới lãnh đạo quân sự-chính trị của Việt Nam, Trung Quốc và Liên Xô có quan hệ rất phức tạp. Sự khác biệt về lập trường của các bên đã bộc lộ rõ trong chuyến thăm Liên Xô vào tháng 1 đến tháng 2 năm 1964 của đoàn đại biểu Đảng Lao động Việt Nam do Bí thư thứ nhất Lê Duẩn dẫn đầu và đoàn đại biểu Mặt trận Dân tộc Giải phóng miền Nam Việt Nam tới thăm Liên Xô vào mùa hè cùng năm. Ban lãnh đạo Liên Xô đã miễn cưỡng chấp nhận đề nghị của Việt Nam về việc tăng cường hỗ trợ vũ khí, đạn dược và mở văn phòng đại diện thường trực ở Moskva: sau Cuộc khủng hoảng tên lửa ở Cuba năm 1962, Nikita Khrushchev muốn cải thiện quan hệ với Washington và không muốn xảy ra đối đầu trực tiếp giữa Liên Xô và Hoa Kỳ ở Đông Nam Á. Việc Khrushchev bị loại khỏi quyền lực vào tháng 10 năm 1964 đã dẫn đến một bước ngoặt nhất định trong quan hệ Xô-Việt. Đầu tháng 2 năm 1965, một phái đoàn của đảng và chính phủ do Chủ tịch Hội đồng Bộ trưởng Liên Xô A.N. Kosygin thăm Việt Nam. Các hiệp định song phương được ký kết sau chuyến thăm - đặc biệt là Hiệp định liên Chính phủ về việc cung cấp cho Việt Nam Dân chủ Cộng hòa sự hỗ trợ toàn diện trong việc đẩy lùi các cuộc tấn công bằng đường không của Hoa Kỳ - đã tạo ra những tiền đề cần thiết cho hợp tác kinh tế và quân sự-kỹ thuật Xô-Việt.

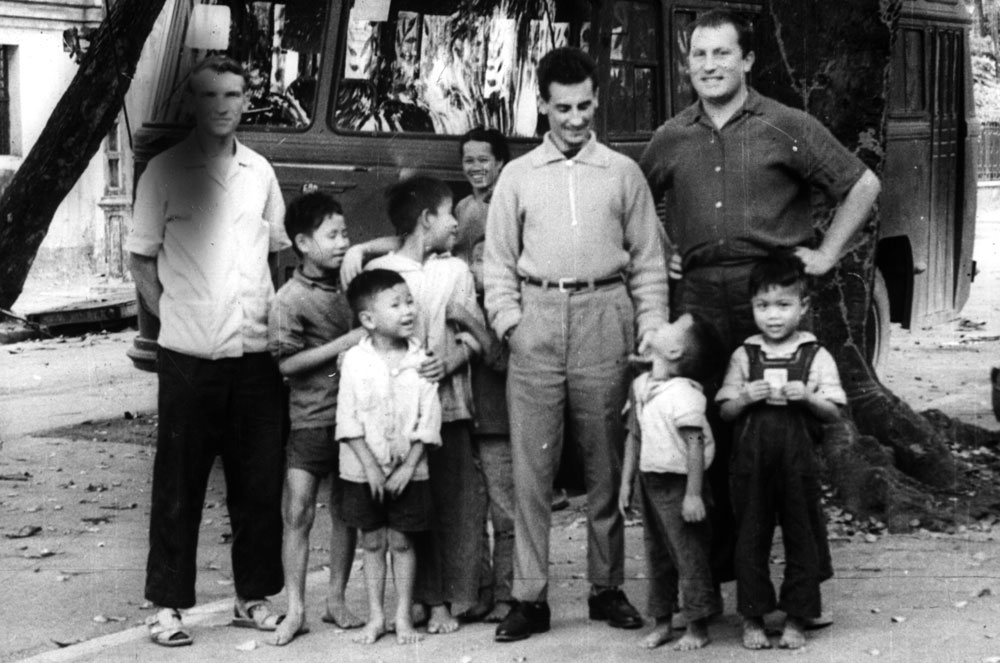
Các sĩ quan Liên Xô với thiếu nhi Việt Nam tại Hải Phòng, giữa những năm 1960.

Bắt đầu từ năm 1965, phía Việt Nam bắt đầu nhận được những vũ khí cần thiết của Liên Xô, đặc biệt là cho lực lượng phòng không. Viện trợ quân sự chiếm 60% tổng viện trợ kinh tế. Năm 1968, Liên Xô viện trợ cho Việt Nam Dân chủ Cộng hòa lên tới khoảng 542 triệu rúp, và phần lớn (361 triệu rúp) được cung cấp miễn phí.
Song song với việc cung cấp các thiết bị quân sự, việc đào tạo các quân nhân Quân đội Nhân dân Việt Nam được bắt đầu tại các học viện đào tạo quân sự của Liên Xô. Các loại vũ khí mới đã được chuyển giao cho Việt Nam, bao gồm hệ thống tên lửa đất đối không SA-75 "Dvina", máy bay chiến đấu MiG-17 và MiG-21, máy bay tiêm kích-ném bom Su-17, máy bay ném bom IL-28, IL-14 và máy bay vận tải Li-2, pháo phòng không cỡ vừa và nhỏ, thiết bị phát hiện và liên lạc bằng radar, v.v... Để chuyển những hàng hóa này Liên Xô chủ động sử dụng máy bay vận tải quân sự An-12 và An-22. Việc chuyển giao vũ khí đạt cường độ cao nhất sau năm 1971, khi chính phủ Việt Nam Dân chủ Cộng hòa chấp thuận cho Quân đội Nhân dân Việt Nam vào miền Nam Việt Nam. 14 sư đoàn và một số trung đoàn độc lập của Quân đội Nhân dân Việt Nam đã tham gia vào chiến dịch này. Chúng được trang bị vũ khí cỡ nhỏ của Liên Xô (một số được sản xuất tại Trung Quốc theo giấy phép Liên Xô), xe tăng T-34 và T-54 với ống ngắm ban đêm hồng ngoại, tăng pháo 100mm và hệ thống pháo 130mm. Thiết bị liên lạc, tàu chiến nhỏ, v.v., cũng đến từ Liên Xô.

## Đánh giá tình hình chính trị, tình hình hoạt động cuộc chiến và các diễn biến tiếp theo
Thiếu tướng G.A. Belov, được cử vào năm 1965 để đứng đầu nhóm các chuyên gia quân sự Liên Xô, đã viết trong hồi ký của mình rằng vào thời điểm nhóm được cử đi, bộ chỉ huy Liên Xô không có quan điểm thống nhất về sự gia tăng và ý định các hoạt động chiến đấu của Quân đội Hoa Kỳ với Việt Nam Dân chủ Cộng hòa. Không loại trừ khả năng đổ bộ của lực lượng đổ bộ Hoa Kỳ trên lãnh thổ miền Bắc Việt Nam và gia tăng các hoạt động tác chiến của lực lượng lục quân, vì vậy trước mối đe dọa tiềm tàng, mặc dù các hoạt động chiến đấu tích cực vào thời điểm đó và sau đó chỉ diễn ra trên bầu trời Việt Nam. Tuy nhiên, Bộ chỉ huy quân sự Liên Xô cũng cho phép khả năng gửi bộ binh tới Việt Nam.
Khi đó, người đứng đầu Trung tâm Nghiên cứu Liên Xô và Đông Âu tại Đại học Michigan, William Zimmerman, người có quyền tiếp cận thông tin tuyệt mật, tin rằng sự hiện diện của một đội quân Liên Xô là một tín hiệu dự kiến cho giới lãnh đạo Hoa Kỳ kiềm chế không xâm lược Miền Bắc Việt Nam. Zimmerman, người đã phân tích các tài liệu chính thức của Liên Xô, lập luận rằng nội dung các tài liệu này là nhằm mục đích can thiệp quân sự trực tiếp của Liên Xô với việc điều động các đơn vị Quân đội Liên Xô chính quy trong trường hợp Washington quyết định leo thang xung đột. Rủi ro về sự can thiệp trực tiếp của Liên Xô và Trung Quốc vào cuộc chiến đã khiến các nhà lãnh đạo Hoa Kỳ không leo thang xung đột hơn nữa.
Tuy nhiên, các sự kiện diễn ra theo kịch bản của Triều Tiên: các cố vấn quân sự và chuyên gia dân sự từ Liên Xô là những người đầu tiên đến Việt Nam và với sự bắt đầu các cuộc không kích lớn, trở thành người đào tạo cho phi công chiến đấu, hàng trăm người điều khiển trạm radar và phòng không hệ thống tên lửa, chủ yếu bao phủ các đối tượng chiến lược quan trọng: thủ đô Hà Nội, các cầu trên sông Hồng và các cảng.

## Lãnh đạo
| Cấp hàm | Cấp hàm                    | Tên             | Năm               |
| --- | -------------------------- | --------------- | ----------------- |
| Thiếu tướng | Binh chủng Pháo binh       | А.М. Dzyza      | 4/1965 — 9/1965   |
| Thiếu tướng | Binh chủng Bộ binh cơ giới | G.A. Belov      | 9/1965 — 10/1967  |
| Trung tướng | Không quân                 | V.N. Abramov    | 10/1967 — 12/1968 |
| Trung tướng | Binh chủng Pháo binh       | B.A. Stolnikov  | 12/1968 — 12/1970 |
| Thiếu tướng | Binh chủng Bộ binh cơ giới | N.K. Maksimenko | 12/1970 — 12/1972 |
| Thiếu tướng | Binh chủng Pháo binh       | А.I. Hupenen    | 12/1972 — 1/1975  |
| Trưởng Đoàn cố vấn quân sự Liên Xô tại Việt Nam Главный военный советник Министра обороны Социалистической Республики Вьетнам |                            |                 |                   |
| Đại tướng | Binh chủng Bộ binh cơ giới | G.I. Оbaturov   | 1979—1982         |
| Đại tướng | Binh chủng Bộ binh cơ giới | F.F. Krivda     | 1982—1984         |
| Thượng tướng | Binh chủng Bộ binh cơ giới | Y.F. Zarudin    | 11/1985 — 12/1988 |

| Cấp hàm     | Cấp hàm              | Tên             | Năm               |
| ----------- | -------------------- | --------------- | ----------------- |
| Thiếu tướng | Binh chủng Pháo binh | А.М. Dzyza      | 4/1965 — 9/1965   |
| Thiếu tướng | Binh chủng Pháo binh | V.S. Kislyansky | 9/1965 — 10/1967  |
| Đại tá      | Binh chủng Pháo binh | N.I. Kulbakov   | 10/1967 — 9/1968  |
| Đại tá      | Binh chủng Pháo binh | A.I. Stuchilov  | 9/1968 — 12/1969  |
| Đại tá      | Binh chủng Pháo binh | V.А. Gude       | 12/1969 — 12/1970 |
| Đại tá      | Binh chủng Pháo binh | Yu.V. Kolenkin  | 12/1970 — 12/1971 |
| Đại tá      | Binh chủng Pháo binh | A.I. Puzanov    | 12/1971 — 12/1972 |
| Đại tá      | Binh chủng Pháo binh | K.S. Babenko    | 12/1972           |

| Cấp hàm     | Cấp hàm    | Tên             | Năm       |
| ----------- | ---------- | --------------- | --------- |
| Đại tá      | Không quân | S.А. Somov      | 1960—1961 |
| Thiếu tướng | Không quân | V.P. Senchenko  | 1966—1967 |
| Thiếu tướng | Không quân | E.N. Antsiferov | 1968—1969 |
| Thiếu tướng | Không quân | N.V. Sutyagin   | 1970—1971 |
| Thiếu tướng | Авиация    | М.I. Fesenko    | 1972      |

## Hoạt động các chuyên gia thuộc Lực lượng Phòng không Liên Xô

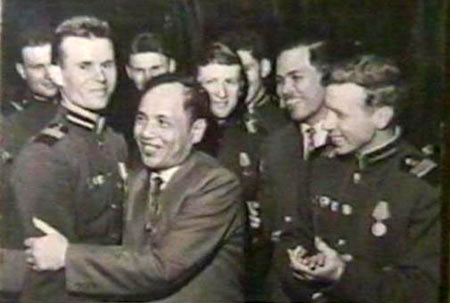
Đoàn đại biểu Đảng và Chính phủ do Bộ trưởng Bộ Ngoại giao Việt Nam Dân chủ Cộng hòa Nguyễn Duy Trinh làm Trưởng đoàn (giữa), thay mặt cho lực lượng bảo vệ Trung đoàn Tên lửa Phòng không Putilov-Kirov, Quân chủng Phòng không Liên Xô, được lực lượng cận vệ đón tiếp. Trung sĩ Nikolai Kolesnik (trái), người vừa trở về từ Việt Nam. Mitino, ngày 26 tháng 3 năm 1966

Đại diện của cơ quan lãnh đạo quân sự cao nhất Liên Xô đã có những chuyến thăm ngắn hạn đến Việt Nam: ví dụ, vào mùa đông năm 1965, Nguyên soái Pháo binh P.N. Kuleshov đã đến thăm Việt Nam để nghiên cứu việc chuyển giao các hệ thống tên lửa phòng không, cùng với ủy ban của Tổng cục Pháo binh và Tên lửa đã xem xét các cách vận chuyển và đánh giá các địa điểm để đào tạo và triển khai.
Tháng 3 năm 1965, lực lượng phòng không Việt Nam bắt đầu nhận pháo phòng không 37mm 61-K và 57mm AZP-57 của Liên Xô, và từ tháng 7 là hệ thống tên lửa đất đối không SA-75 Dvina. Theo Đại tá I.Ya. Kuminov, từ năm 1965 đến năm 1972, Liên Xô đã cung cấp cho Việt Nam 95 hệ thống tên lửa đất đối không và 7658 tên lửa. Liên Xô đã phát triển biên chế tiêu chuẩn một trung đoàn tên lửa phòng không cho Quân đội Nhân dân Việt Nam và một cơ cấu tổ chức cho các trung tâm huấn luyện, nơi các chuyên gia quân sự Liên Xô đã huấn luyện cho các nhân viên đội SAM SA-75 của Việt Nam.
Theo Phó Tiến sĩ Khoa học Quân sự M.A. Anaymanovich, các cơ quan chính trị của Lực lượng Phòng không Liên Xô đã nhận được rất nhiều thư từ các binh sĩ, hạ sĩ quan và sĩ quan bày tỏ mong muốn được gửi đến Việt Nam.
Nhờ những nỗ lực tuyên truyền của Liên Xô, lời đề nghị đến Việt Nam được coi là một "vinh dự", nhưng cũng có những cố gắng lảng tránh.
Tại Sverdlovsk, nhóm chuyên gia tên lửa đầu tiên của Liên Xô được thành lập trên cơ sở Quân đoàn Phòng không Độc lập số 4 với nhiệm vụ đặc biệt. Tất cả các ứng cử viên lựa chọn đã được kiểm tra kỹ lưỡng, nghiên cứu và có nhiều cuộc thảo luận. Đồng thời, đã tiến hành các cuộc huấn luyện khác nhau về SAM S-75. Các sĩ quan đến và làm quen với nhau và với những cấp dưới có thể có của họ giữa những người lính và hạ sĩ quan. Không ai biết bất cứ điều gì cụ thể về mục đích của chuyến công tác, về quốc gia đến, hoặc vai trò của họ trong chuyến đi. Chỉ đến đầu tháng 2/1965, khi mỗi người trong số họ được đích thân một thành viên của hội đồng quân nhân triệu tập, nước đến - Việt Nam Dân chủ Cộng hòa - và rất đại khái, nhiệm vụ và mục tiêu của chuyến đi mới được biết.

### Trung tâm huấn luyện lực lượng tên lửa phòng không
Các cố vấn được giao nhiệm vụ chuẩn bị và biên chế hai trung đoàn tên lửa phòng không đầu tiên của Quân đội nhân dân Việt Nam trong thời gian ngắn nhất có thể. Cách Hà Nội không xa hai trung tâm huấn luyện đã được tổ chức: Trung tâm huấn luyện số 1 (Moskva) đào tạo cán bộ trung đoàn tên lửa phòng không 236 của Quân đội nhân dân Việt Nam do Đại tá M.N. Tsygankov làm giám đốc; Trung tâm huấn luyện số 2 (Baku) dưới quyền của Tướng N.V. Bazhenov đã đào tạo các nhân viên của trung đoàn tên lửa phòng không số 238.
Vào tháng 7 năm 1965, 100 người khác từ Quân khu Phòng không Moscow đến bằng máy bay để tăng viện cho quân đội, và vào tháng 9 là nhóm tiếp theo các chuyên gia quân sự Liên Xô (SAF), và đến đầu năm 1966, Nhóm SAF đã lên tới 382 người. Từ tháng 4 năm 1965 đến tháng 5 năm 1967, 2266 chuyên gia quân sự Liên Xô thuộc Lực lượng Phòng không Liên Xô đã được lựa chọn và cử sang Việt Nam "... để thực hiện nhiệm vụ của chính phủ Việt Nam Dân chủ Cộng hòa", đến các trung tâm đào tạo mới thành lập, và ngay lập tức được đưa vào đào tạo và huấn luyện chiến đấu cho cán bộ Phòng không Quân đội nhân dân Việt Nam.
Trung đoàn tên lửa phòng không số 238 của Quân đội Nhân dân Việt Nam, được đào tạo bởi các chuyên gia của Quân khu phòng không Baku và hai hoặc ba sĩ quan-giảng viên của Trường chỉ huy tên lửa phòng không cấp cao Ordzhonikidze. Đại tá A.B. Zaika thông tin rằng trung đoàn 238 đã bắt đầu hoạt động chiến đấu mà chưa hoàn thành khóa huấn luyện đầy đủ. Thay vì huấn luyện theo chương trình một năm, chỉ với ba tháng trung đoàn nhận lệnh chuyển vào vị trí chỉ huy tác chiến và tiếp tục huấn luyện cùng các chuyên gia trong điều kiện chiến đấu.
Trung tâm huấn luyện, nằm trong khu rừng rậm gần Hà Nội, bao gồm những túp lều tre, nhà phụ và lớp học được ngụy trang cẩn thận. Các phòng học là những cái chuồng bằng gỗ, sàn đất và mái tranh. Việc giảng dạy rất phức tạp bởi nhu cầu dịch thuật, mà toàn bộ quá trình này thường phụ thuộc vào khả năng đọc viết. Các giáo viên Liên Xô làm việc theo một cách khác biệt - mỗi chuyên gia dạy một lĩnh vực cụ thể, một hoặc hai bộ môn. Sau đó, sau khi tiếp nhận trang bị, các hệ thống tên lửa phòng không đã được triển khai tới đó để nghiên cứu trang thiết bị và giảng dạy các thao tác chiến đấu. Trong trung tâm huấn luyện, việc phát sóng bị nghiêm cấm, vì vậy việc huấn luyện được thực hiện với sự trợ giúp của máy mô phỏng. Bất chấp điều kiện khí hậu bất thường - độ ẩm cao - và thời gian kéo dài của ngày huấn luyện, các nhân viên hướng dẫn đã cố gắng hết sức để chuẩn bị cho các tổ huấn luyện Quân đội Nhân dân Việt Nam. Các lớp học được tổ chức từ sáng (và người Việt Nam dậy rất sớm - lúc 4 giờ sáng, khi trời còn tối) đến tối muộn với hai giờ giải lao vào buổi chiều nóng nực của Việt Nam.

### Hoạt động của các chuyên gia lực lượng tên lửa phòng không thuộc lực lượng phòng không Liên Xô

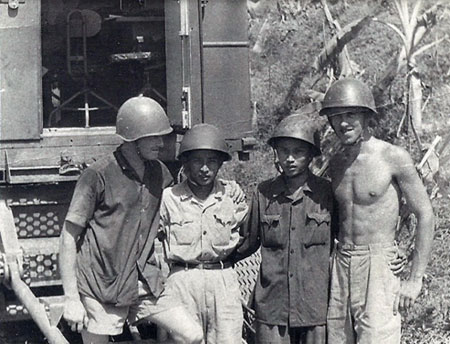
Một tình huống tác chiến điển hình: Lính phòng không Liên Xô với cán bộ Trung đoàn tên lửa phòng không số 7 (giữa), tháng 4/1967

Các chuyên gia quân sự Liên Xô đã tạo ra một hệ thống phòng không (Bắc Việt Nam không có hệ thống phòng không của riêng mình), bao gồm các trung đoàn phòng không ở vị trí chiến đấu, trung đoàn pháo phòng không, trung đoàn hàng không tiêm kích (trên máy bay MiG-17 và MiG-21), các đội kỹ thuật vô tuyến điện (RTV), và các đơn vị khác. Vào tháng 7 năm 1965, các tiểu đoàn SA-75M đã được triển khai tại các vị trí chiến đấu trong khu vực lân cận Hà Nội. Các tổ chiến đấu bao gồm các chuyên gia quân sự Liên Xô, lên đến 30-35 người trong mỗi tiểu đoàn, và các tổ chiến đấu Việt Nam do Liên Xô huấn luyện với vai trò học viên thực tập. Trận đánh phòng không đầu tiên có SA-75M tham chiến diễn ra vào ngày 24 tháng 7 năm 1965, cách Hà Nội 50 km về phía đông bắc. Đại tá A.S. Malgin, ứng cử viên khoa học quân sự, nói rằng hai tiểu đoàn pháo phòng không đã bắn rơi ba chiếc F-4C đang huấn luyện bay ngày hôm đó, chỉ bắn bốn tên lửa vào phi đội. Các vụ phóng được thực hiện trên đường va chạm, ở độ cao trung bình trong trường hợp không có nhiễu sóng vô tuyến. Đây là một bất ngờ đối với Bộ chỉ huy Mỹ: trước đó máy bay của họ đã bay không gặp phải rủi ro gì ở độ cao trên 5 km, và tình báo không thể phát hiện ra về sự xuất hiện của các tên lửa SAM Liên Xô ở khu vực Hà Nội. Các biện pháp ngay lập tức được thực hiện để tiêu diệt các vị trí của các tiểu đoàn, nhưng không thể thực hiện được vì các đơn vị liên tục cơ động, thay đổi vị trí.
Để ghi nhớ sự kiện này, Quân đội Nhân dân Việt Nam lấy ngày 24 tháng 7 là Ngày truyền thống Bộ đội Tên lửa Phòng không.
Tên lửa phòng không được sử dụng trong các hoạt động chiến đấu ở Việt Nam lần đầu tiên trong lịch sử quân sự, đã tỏ ra rất hiệu quả khi chống lại máy bay. Tuy nhiên, một cuộc tấn công lớn khác nhằm vào Việt Nam Dân chủ Cộng hòa được thực hiện sớm nhất là vào ngày 27 tháng 7 (ba ngày sau lần sử dụng tên lửa đầu tiên). Theo Kolesnik, người Mỹ thừa nhận đã mất 11 máy bay trước Việt Nam Dân chủ Cộng hòa trong hai tuần khi máy bay của họ bay ở đó. Theo các số liệu chính thức của Hoa Kỳ, trong Chiến tranh Việt Nam, cứ 60 lần xuất kích thì máy bay Hoa Kỳ mất một máy bay, trong khi trong Chiến tranh Triều Tiên, nơi người Mỹ cũng phải đối mặt với trận địa súng phòng không của Liên Xô, họ chỉ mất một máy bay trong 750 lần xuất kích.

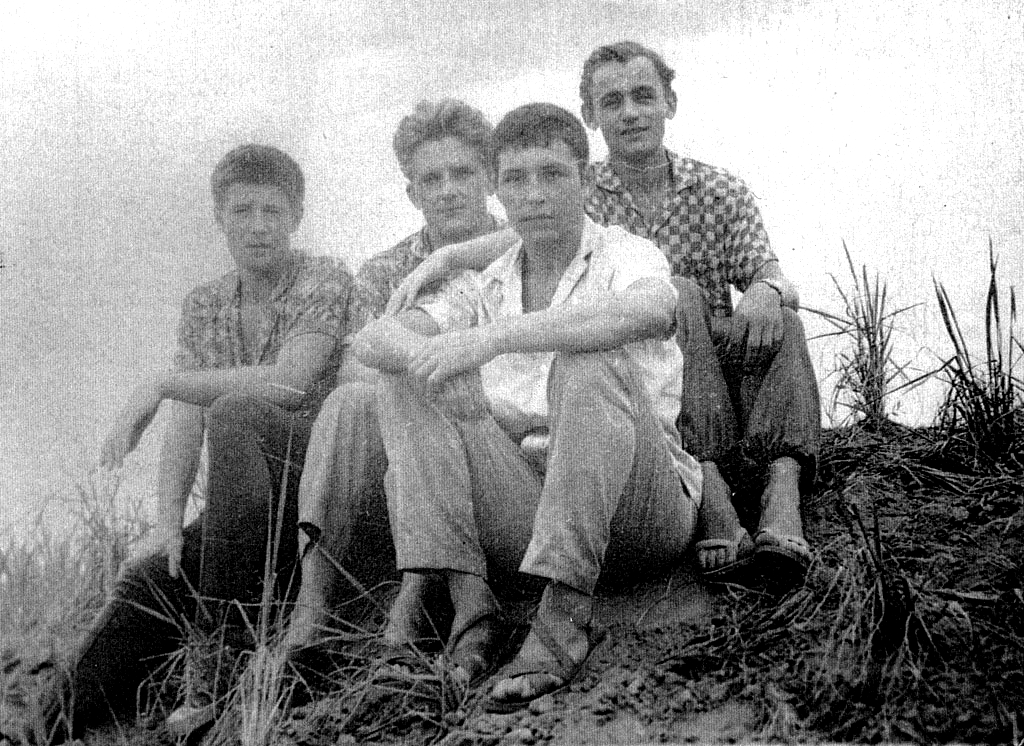
Tổ đội viên khoang điều khiển SAM của tiểu đoàn 63, trung đoàn tên lửa 236, nơi tham gia trận đánh tên lửa phòng không đầu tiên vào ngày 24/7/1965.

Lúc đầu Mỹ bị tổn thất nghiêm trọng. Có những trường hợp một tên lửa phòng không dẫn đường bắn rơi hai, hoặc thậm chí ba máy bay địch di chuyển theo đội hình chặt chẽ. Tuy nhiên, sau những chiến thắng đầu tiên, tương đối dễ dàng, các trận chiến bắt đầu với những thành công khác nhau. Người Mỹ đã thực hiện một số thay đổi trong chiến thuật của mình: họ phát triển các cuộc tấn công bằng tiêm kích nhằm vào các tiểu đoàn; sử dụng thành công các cuộc tấn công tầm thấp; các máy bay mang các thiết bị cảnh báo để cảnh báo việc xâm nhập vào dải bức xạ SAM và các vụ phóng tên lửa; gây nhiễu tích cực đã được sử dụng; và diễn tập chống tên lửa đã được thực hành. Tên lửa chống radar tự dẫn bắt đầu được sử dụng.
Các máy bay và tàu của Hoa Kỳ đã sử dụng rất tích cực và hiệu quả các phương pháp gây nhiễu phản xung, nhiễu chủ động và thụ động. Việc gây nhiễu phản ứng xung được quan sát thấy trên màn hình radar như một số lượng lớn các dấu hiệu giả từ các mục tiêu trên không, gây khó khăn hoặc không thể xác định dấu hiệu từ các mục tiêu thực. Thiết bị gây nhiễu chủ động chiếu sáng dải tần trên nửa màn hình và do đó ngăn cản việc quan sát mục tiêu. Chất gây nhiễu thụ động là kim tuyến kim loại, có hệ số phản xạ radar lớn, được thả dọc theo đường bay ngay phía trước máy bay. Các thiết bị gây nhiễu đã bị gây nhiễu trực tiếp bởi chính máy bay chiến đấu và các thiết bị gây nhiễu đặc biệt KC-135 Stratotanker, cũng như các tàu Hải quân Hoa Kỳ từ khu vực tuần tra trên Vịnh Bắc Bộ. Vào cuối năm 1966, và đặc biệt là vào năm 1967, Không quân và Hải quân Hoa Kỳ đã chuyển sang chế độ gây nhiễu vô tuyến-điện tử mạnh hơn của SAM trên tất cả các tần số, đưa ra các chiến thuật, phương tiện kỹ thuật mới để tạo và sử dụng gây nhiễu vô tuyến. Trong điều kiện đó, các pháo thủ phòng không Liên Xô đã phát triển và chuyển cho phía Việt Nam những khuyến nghị mới về tổ chức và tiến hành tác chiến trong điều kiện tác chiến điện tử: như sử dụng các phương thức hoạt động khác nhau của đài dẫn đường tên lửa, cách xác định mục tiêu SAM tối đa, sử dụng hoạt động các kênh mục tiêu thụ động, sử dụng điều chỉnh tần số thủ công của các magnetron trong quá trình theo dõi mục tiêu, lựa chọn tên lửa bằng công suất bộ phát đáp và độ nhạy bộ thu sóng vô tuyến,v.v. Khuyến nghị về cách bắn trong điều kiện đối phương sử dụng tên lửa AGM-45 Shrike đã được đưa ra một cách kịp thời.
Người Mỹ đã sử dụng các thủ thuật khác nhau, chẳng hạn như nối đuôi các chuyến bay dân sự của Aeroflot đến Việt Nam nhằm tránh bị hệ thống phòng không Việt Nam phát hiện. Nhưng ngay cả âm mưu này cũng không có kết quả.
Theo một số tài liệu, Lầu Năm Góc đã xây dựng kế hoạch phá hủy Hà Nội. Việc này xảy ra khi Không quân Mỹ đã thực hiện hơn hai trăm lần xuất kích mỗi ngày đến miền Bắc Việt Nam.
Tất nhiên, báo đài và báo chí thường xuyên đưa tin máy bay Mỹ bị pháo phòng không Quân đội nhân dân Việt Nam bắn rơi - điều này nhằm nâng cao tinh thần cho bộ đội và dân quân trong các trận đánh vào hàng không Hoa Kỳ. Bộ chỉ huy Việt Nam công bố số lượng máy bay Hoa Kỳ bị bắn rơi hàng ngày. Vì mục đích này, tất cả dữ liệu được ghi lại trên bảng đặc biệt trong các thành phố sau mỗi trận chiến với tổng số ngày càng tăng.
Theo lời kể của Trung tướng Nguyễn Văn Phiệt, người tham gia trận đánh tên lửa phòng không đầu tiên, các cố vấn Liên Xô đã huấn luyện một cách bài bản và rất kỹ lưỡng, cả về lý thuyết và thực hành tác chiến tên lửa phòng không.
Các cuộc phóng tên lửa chiến đấu đầu tiên, được thực hiện bởi các biên đội tên lửa Liên Xô, trong khi các biên đội Việt Nam tham gia tất cả các hoạt động với tư cách là huấn luyện viên kép. Trong các trận chiến đấu sau đó, Việt Nam đã thực hiện tất cả các hoạt động chuẩn bị phóng và xác định mục tiêu, trong khi các tổ lái tên lửa Liên Xô chỉ hỗ trợ bằng cách nhanh chóng sửa chữa các lỗi có thể xảy ra.

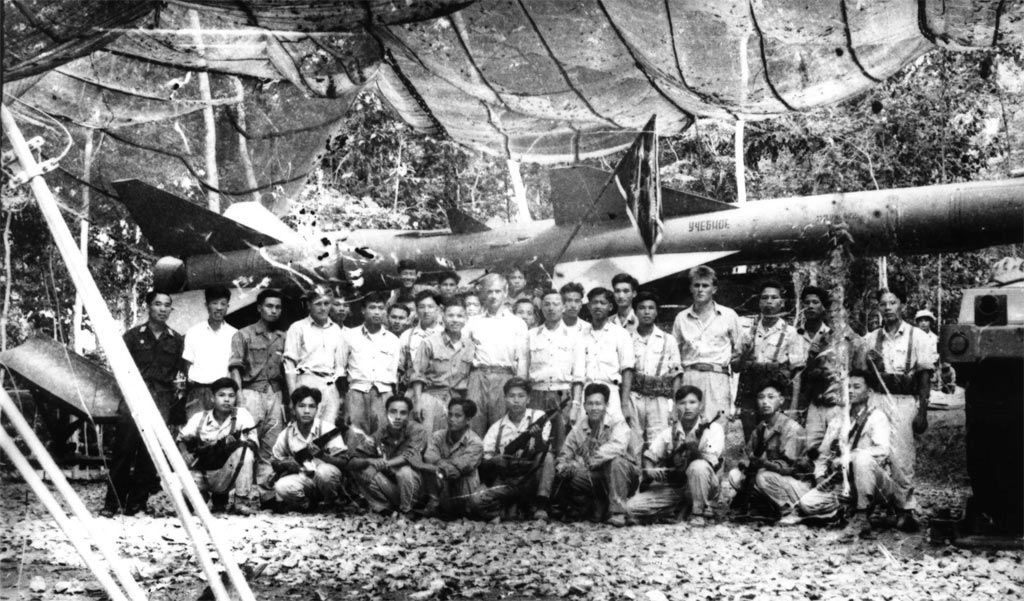
Trung tâm huấn luyện tên lửa phòng không tại Việt Nam, mùa xuân năm 1965.

Các phi đội tên lửa đặc biệt thành công trong chiến thuật phục kích. Nhanh chóng thay đổi vị trí sau mỗi trận đánh và khéo léo ngụy trang, các tiểu đoàn tên lửa phòng không thiết lập ở nơi máy bay Mỹ không ngờ tới. Người Việt Nam bố trí các vị trí trận địa tên lửa giả ở một vị trí bỏ hoang. Những "tên lửa" bằng tre, sơn vôi được ngụy trang nhẹ nhàng là mồi ngon của không quân Mỹ. Những hình nộm như vậy đã che chắn cho các khẩu đội phòng không Việt Nam, vốn có tác dụng chống các mục tiêu bay thấp: ở vị trí giả, ngoài các mô hình bệ phóng tên lửa được ngụy trang nhẹ, còn có các mô hình cabin đài dẫn đường tên lửa, thậm chí cả các thùng tre đen của "pháo phòng không" ở xa, trong khi các khẩu đội phòng không thật ở nơi khác và bắn trúng máy bay địch, tạo ra một vòm lửa phía trên bầu trời.
Sau một số trận chiến đấu thành công, một số chuyên gia Liên Xô đã được rút khỏi vị trí chiến đấu để bắt đầu huấn luyện các trung đoàn phòng không mới, và trong các trung đoàn Việt Nam đang hoạt động vẫn còn các nhóm nhỏ gồm 10-12 chuyên gia quân sự có kinh nghiệm nhất của Liên Xô, đóng vai trò hướng dẫn, sửa chữa và cố vấn đồng thời, tạo thành một lực lượng nòng cốt kỹ thuật-trí tuệ trung đoàn. Các vấn đề kỹ thuật đã được giải quyết bằng các chuyến thăm của các chuyên gia thích hợp đến các cơ sở (các đơn vị tên lửa phòng không), nơi các trục trặc và hỏng hóc được sửa chữa hoặc công việc phòng ngừa (bảo dưỡng) định kỳ được thực hiện cùng với các chuyên gia Việt Nam.
Việc sử dụng các hệ thống tên lửa phòng không Liên Xô ở Việt Nam đã làm giảm hiệu quả các cuộc không kích của Hoa Kỳ vào lãnh thổ Việt Nam Dân chủ Cộng hòa và buộc người Mỹ phải hạ từ độ cao trung bình (3-5000m) xuống thấp (50-200m), nơi chúng trở nên dễ bị tổn thương hơn trước bởi các hệ thống pháo phòng không của Việt Nam.
Do đó, với sự giúp đỡ của các chuyên gia quân sự Liên Xô, Việt Nam Dân chủ Cộng hòa đã tạo ra một hệ thống phòng không hiện đại mạnh mẽ, bao gồm bộ đội tên lửa phòng không, pháo phòng không, máy bay chiến đấu, bộ đội kỹ thuật vô tuyến điện, hệ thống sở chỉ huy và các phương tiện thông tin liên lạc. Ghi nhận đặc biệt to lớn đã được thực hiện là thiết lập hệ thống phòng không khu vực Hà Nội và Hải Phòng - trong suốt cuộc chiến, và đặc biệt là trong các chiến dịch không quân mạnh nhất của Mỹ vào năm 1967 và 1968, những khu vực này có lực lượng phòng không mạnh nhất. Điều này được khẳng định qua rất nhiều hồi ức của cả những người lính không quân Mỹ tham gia các cuộc tập kích vào miền Bắc Việt Nam, các chỉ huy quân sự và báo chí Mỹ. Theo lời khai của các phi công Mỹ bị bắt, họ sợ bay khi thực hiện các nhiệm vụ oanh kích gần Hà Nội, vì ở đó họ đã bị tổn thất nặng nề từ các hệ thống phòng không. Phát hiện ra từ các cuộc thẩm vấn những người Mỹ bị bắt, các phi công Mỹ đã gọi chuyến bay đến các khu vực này, được đánh dấu là "Khu 6" trên bản đồ hàng không địa hình của Mỹ, là chuyến bay đến khu "quan tài" (6 tấm ván).
Đại tá A.B. Zaika, người chỉ huy một trung đoàn gồm các chuyên gia quân sự Liên Xô thuộc trung đoàn 238 Tên lửa phòng không của Quân đội Nhân dân Việt Nam, cảnh báo độc giả trong hồi ký của ông không nên nghĩ rằng chiến thắng nói chung là dễ dàng. Họ không, với niềm tin vững chắc của ông, các phi công Mỹ không phải là "những cậu bé bị quất", họ là những chiến binh giàu kinh nghiệm, dũng cảm, hướng tới mục tiêu, có khả năng chỉ huy xuất sắc các thiết bị tối tân và vũ khí mạnh mẽ, và để đáp ứng họ trong trận chiến đòi hỏi sự cống hiến hoàn toàn. Cuộc đọ sức giữa hệ thống phòng không của Liên Xô và máy bay Mỹ ở Việt Nam là một thành công trái ngược nhau, nhưng khi hệ thống phòng không ngày càng phát triển và tăng cường, lợi thế ngày càng tăng thuộc về các đơn vị phòng không của Không quân Việt Nam, điều này cũng góp phần vào thành công đó. Vào tháng 12 năm 1972, người Mỹ đã thực hiện một nỗ lực cuối cùng để đột nhập vào hệ thống phòng không của miền Bắc Việt Nam và đạt được một bước ngoặt trong cuộc chiến, mang mật danh "Linebacker-2". Các mục tiêu chính là thủ đô Hà Nội, cảng Hải Phòng, các con đường giao thông chiến lược vào Nam và đường mòn Hồ Chí Minh từ Bắc vào Nam Việt Nam. Không quân Mỹ đã triển khai hơn 700 máy bay chiến đấu, trong đó có 83 "pháo đài bay", máy bay ném bom chiến lược B-52. Tổng cộng, có 34 cuộc tấn công lớn và 2814 phi vụ, thả 13000 tấn bom.
Cuộc chiến đấu chống hàng không chiến lược được thực hiện chủ yếu bởi các tổ tên lửa phòng không nhằm bảo vệ khu vực công nghiệp miền Trung, các sân bay của Lực lượng Không quân, thủ đô của Việt Nam, Hà Nội và cảng Hải Phòng.

### Kết quả thực tiễn và đóng góp cho nền khoa học quân sự Liên Xô
Trong những năm 1965-1966, máy bay Hoa Kỳ đã thực hiện 150-300 phi vụ mỗi ngày tới các mục tiêu ở Việt Nam Dân chủ Cộng hòa. Trong thời gian hoạt động không quân cường độ cao nhất, mỗi ngày có từ 15 đến 30 mục tiêu bị đánh trúng. Trong tình trạng như vậy, Bộ tư lệnh Quân đội Nhân dân Việt Nam, tập trung vào phương pháp "du kích" để đánh địch trên không, theo quy luật, không đặt nhiệm vụ bảo vệ đối tượng cho các tên lửa SAM, mà nhằm bắn hạ các máy bay với ít tên lửa hơn và giữ vững hệ thống phòng không bằng chiến thuật phục kích, thường xuyên thay đổi vị trí.
Máy bay Hoa Kỳ ưu tiên tấn công các kho phòng thủ SAM tại các vị trí phòng không, bệ phóng và các chuyến tàu được sử dụng để chuyển tên lửa. Về vấn đề này, hệ thống trang bị tên lửa ở các trung đoàn và tiểu đoàn đã được thử nghiệm và xây dựng, có tính đến phương án hợp lý nhất để vận chuyển đến vị trí của các tiểu đoàn trong khi tác chiến và trong quá trình cơ động mà không làm giảm hiệu quả sử dụng chiến đấu.
Các cuộc tập kích bằng máy bay ném bom B-52 diễn ra trong điều kiện không quân khó khăn nhất đối với Lực lượng Phòng không và các nhóm SAF cấp trung đoàn, với đặc điểm là việc sử dụng gây nhiễu vô tuyến cường độ cao, các nhóm máy bay nghi binh hoạt động, các nhóm trấn áp và mô phỏng, cũng như việc sử dụng của tên lửa chống radar. Điều này dẫn đến một số đặc điểm trong hoạt động của các tiểu đoàn pháo phòng không được thay đổi: các đài dẫn đường tên lửa chỉ hoạt động khi tiếp nhận thông tin, cung cấp cho các SAM ngụy trang vô tuyến điện và các tổ lái có thể đánh giá tình hình trên không mà không để lộ vị trí. Các trạm trinh sát và chỉ định mục tiêu hoạt động như bình thường.
Sự hỗ trợ từ Liên Xô và các nước xã hội chủ nghĩa khác đã giúp cho lực lượng phòng không Việt Nam Dân chủ Cộng hòa có thể chống lại Không quân Hoa Kỳ một cách hiệu quả. Trong số hàng nghìn máy bay và trực thăng Hoa Kỳ bị phòng không Việt Nam bắn rơi, phần lớn bị lực lượng pháo phòng không và tên lửa phòng không tiêu diệt.
Ngày 28/12/2012, tại buổi làm việc với Trung tướng V.N. Bondarev, Bộ trưởng Quốc phòng Việt Nam, Đại tướng Phùng Quang Thanh nhấn mạnh, chiến thắng của Việt Nam trong cuộc kháng chiến chống Mỹ cứu nước có được là nhờ công sức của hàng nghìn chiến sĩ phòng không Liên Xô trong mười hai ngày đêm tháng 12 năm 1972 - "Điện Biên Phủ trên không", hay Chiến dịch Linebacker II, như cách gọi của người Mỹ. Thất bại của Hoa Kỳ trong chiến dịch này, đã trở thành đỉnh cao của cả một thập kỷ chiến tranh, vẫn còn được ghi nhớ một cách vui mừng ở Việt Nam, đồng thời cảm ơn các chuyên gia quân sự Liên Xô đã biến chiến thắng thành hiện thực, và so sánh nó với Chiến thắng của Liên Xô trước quân xâm lược Đức Quốc Xã trong trận Stalingrad.
Trung tá Lester W. Grau, trưởng nhóm nghiên cứu tại Trung tâm Nghiên cứu Quân sự Nước ngoài của Quân đội Hoa Kỳ. Grau và Đại úy Không quân Hoa Kỳ D.K. Drenkowski, người đã trực tiếp tham gia Chiến dịch Linebacker II, trong tài liệu đặc biệt về chiến dịch, họ lưu ý rằng, điều đáng ngạc nhiên là thoạt nhìn có vẻ như, bức tranh và nhận xét khách quan nhất về chiến dịch này được đưa ra bởi các chuyên gia quân sự Liên Xô được giao cho các đơn vị phòng không Quân đội Nhân dân Việt Nam. Các tác giả chủ yếu trích dẫn các bài báo của Đại tá A.I. Hupenen, đăng trên Tạp chí Lịch sử Quân sự. Theo ý kiến của họ, điểm duy nhất mà Hupenen có thể đã "nói dối" một chút là đánh giá tương đối thấp của ông về hiệu quả chiến đấu của việc sử dụng tên lửa chống radar của Hoa Kỳ. Họ có lý do để cho rằng như vậy sau khi Drenkowski nói chuyện với một trong những tù nhân chiến tranh Hoa Kỳ đã trở về Hoa Kỳ và khi đang được vận chuyển đến gần Hà Nội, anh ta nhận thấy một đống lớn sắt vụn trông giống như các cabin tiếp nhận và chuyển tải SAM của Liên Xô. Anh ta đếm được khoảng 400 chiếc, nhiều trong số đó, theo lời cựu tù nhân, có dấu vết bị phá hủy bởi tên lửa AGM-45 Shrike và AGM-78 Standard ARM. Xét rằng từ tháng 4 năm 1965 đến tháng 12 năm 1974, Liên Xô đã chuyển giao cho Việt Nam 95 hệ thống tên lửa đất đối không SA-75M: 92 chiếc phiên bản ba buồng và ba chiếc phiên bản sáu buồng (tổng số 312 mô-đun cabin, bao gồm 95 cabin nhận và phát "P"), hóa ra là tù binh Mỹ đã đếm được 38 chiếc SAM bị phá hủy nhiều hơn số lượng họ có trong lực lượng phòng không của Việt Nam trong toàn bộ cuộc chiến.
Không quân Mỹ chính thức tuyên bố rằng họ đã ghi nhận từ 800 đến 1000 vụ phóng tên lửa phòng không trong chiến dịch này. Theo số liệu của Liên Xô, chỉ có 266 tên lửa được bắn đi. Tất nhiên, Việt Nam đã đưa số lượng B-52 mà họ bắn rơi khá cao, nhưng dữ liệu của Không quân Hoa Kỳ về tổn thất máy bay cũng cần được xử lý một cách thận trọng. Vấn đề không chỉ là cố gắng đánh giá thấp tổn thất và đánh giá quá cao khả năng kháng cự, mà còn là cách thu thập dữ liệu: ví dụ, nếu một máy bay Mỹ bị phòng không Việt Nam làm hỏng đến mức không thể sửa chữa, nhưng phi công vẫn xoay sở được để hạ cánh, nó không được tính là một tổn thất. Các phi công Mỹ, mỗi người riêng biệt, ghi lại tất cả các vụ phóng tên lửa phòng không của Việt Nam mà họ nhìn thấy trong chuyến bay - và nếu một số phi công cùng nhìn thấy một lần phóng tên lửa, số lượng khai báo tên lửa phóng lên sẽ tăng nhiều hơn con số thực tế. Hệ thống trinh sát điện tử của Mỹ (ELINT) có thể phát hiện các dấu hiệu của một vụ phóng, nhưng không phải chính vụ phóng và có thể có nhiều báo động giả như vậy, do sự khác biệt giữa pháo phòng không và pháo tên lửa thông thường. Máy bay có thể biến mất khỏi màn hình radar do gây nhiễu chủ động, và sự biến mất của chúng có thể được coi là hủy diệt; cũng có trường hợp nhiều lần phóng thành công vào cùng một mục tiêu, với mỗi tổ phóng đều ghi chiến công như một thắng lợi.
Và tất nhiên, cần phải đánh giá cao thiệt hại từ những trang thiết bị của đối phương bị tiêu diệt và ngược lại, đánh giá thấp hiệu quả của vũ khí của đối phương - đây là đặc điểm chung của phía Việt Nam và Mỹ về báo cáo số liệu. Do đó Groh và Drenkowski đề cập đến các nguồn tin của Liên Xô, bởi vì chỉ họ, họ lập luận, cung cấp thông tin chính xác về số lượng tên lửa được bắn, điều này không có gì đáng ngạc nhiên - họ phải thường xuyên cung cấp cho Bộ chỉ huy dữ liệu về lượng tên lửa tiêu thụ. Nhưng đồng thời, các chuyên gia quân sự Liên Xô, không thể xác minh xem chiếc máy bay bị bắn rơi đã rơi hay thoát khỏi vùng bắn hay không, phụ thuộc rất nhiều vào những con số mà phía Việt Nam sẽ cung cấp.
А.I. Hupenen kể tến những tổn thất sau đây của quân Mỹ trong 12 ngày diễn ra chiến dịch: 81 máy bay (gồm 34 chiếc B-52 và 3 chiếc F-111). Nhìn chung, đánh giá về kết quả hoạt động chung của Lực lượng Phòng không và Không quân Việt Nam, Hupenen cho rằng các hoạt động tác chiến đã thành công, có thể khẳng định rằng: trong Chiến tranh thế giới thứ hai, không quân Mỹ mất 9 máy bay trên một nghìn lần xuất kích, 4 ở Hàn Quốc, 17 trung bình ở Việt Nam Dân chủ Cộng hòa, và 34 ở tháng 12 năm 1972. Ngoài người Mỹ, người Việt Nam cũng công nhận các bài viết của Hupenen là một trong những bài đánh giá khách quan nhất và không thiên vị nhất về cuộc chiến trên không ở Việt Nam, như đã ghi trên ấn phẩm quân sự trung ương, báo Quân đội nhân dân, cơ quan báo chí chính thức của Bộ Quốc phòng Việt Nam. 
Ngày 1 tháng 1 năm 1973. Thứ hai. Hôm qua Nixon đã ra lệnh ngừng ném bom. Lần đầu tiên kể từ ngày 18 tháng 12, chúng tôi được thoải mái đi ngủ và lần đầu tiên không phải chạy đến hầm trú bom.
từ nhật ký của Vladimir Lagutin
A.B. Shirokorad nói rằng hơn 100000 quả bom đã được thả xuống các thành phố ở miền Bắc Việt Nam trong 12 ngày chiến dịch. Lực lượng phòng không Việt Nam đã bắn rơi 80 máy bay Mỹ, trong đó có 23 máy bay ném bom chiến lược B-52. Bằng cách nào đó, chưa bao giờ hàng không chiến lược và chiến thuật của Mỹ lại bị tổn thất nặng nề như vậy trong một thời gian ngắn. Ngày 1 tháng 1 năm 1973, khi R.M. Nixon ký sắc lệnh kết thúc Chiến dịch Linebacker-2, từng chuyên gia quân sự Liên Xô đều nhận được lời chúc mừng từ lãnh đạo đảng và Nhà nước Việt Nam, Tổng Tư lệnh Quân đội Nhân dân Việt Nam và Hội Hữu nghị Việt-Xô. Trong số tất cả các trận đánh trong giai đoạn này, hiệu quả nhất là những trận được tiến hành bằng cách tập trung hỏa lực của hai tiểu đoàn vào một mục tiêu duy nhất. Trong tám lần bắn như vậy, sáu chiếc máy bay đã bị phá hủy, tức là hiệu quả của những lần bắn như vậy là 75%.
Theo Groh và Drenkowski, đánh giá tổng thể, dựa trên các nguồn của Liên Xô, là trung lập, chi tiết và toàn diện, vì Lực lượng vũ trang Liên Xô quan tâm đến phân tích khách quan về hoạt động này của Không quân Hoa Kỳ, vì những chiếc B-52 tham gia ban đầu được thiết kế như phương tiện vận chuyển bom hạt nhân cho kế hoạch của Mỹ ném bom Liên Xô trong một cuộc chiến tranh hạt nhân tiềm tàng. Vì vậy, trong việc đẩy lùi chiến dịch không quân Linebacker 2 của Không quân Hoa Kỳ, lực lượng phòng không đã bắn hạ số máy bay nhiều gấp tám lần máy bay chiến đấu. "Những người lính tên lửa có tự hào về sự thật này không?" - A. I. Hupenenen hỏi, - Câu trả lời là một: Không nghi ngờ gì nữa. Nhưng không có lý do gì để khoe khoang ở đây, và không nên nói rằng SAM quan trọng hơn và "quan trọng hơn" so với máy bay chiến đấu.

#### Hệ thống tên lửa phòng không S-75 và các sửa đổi

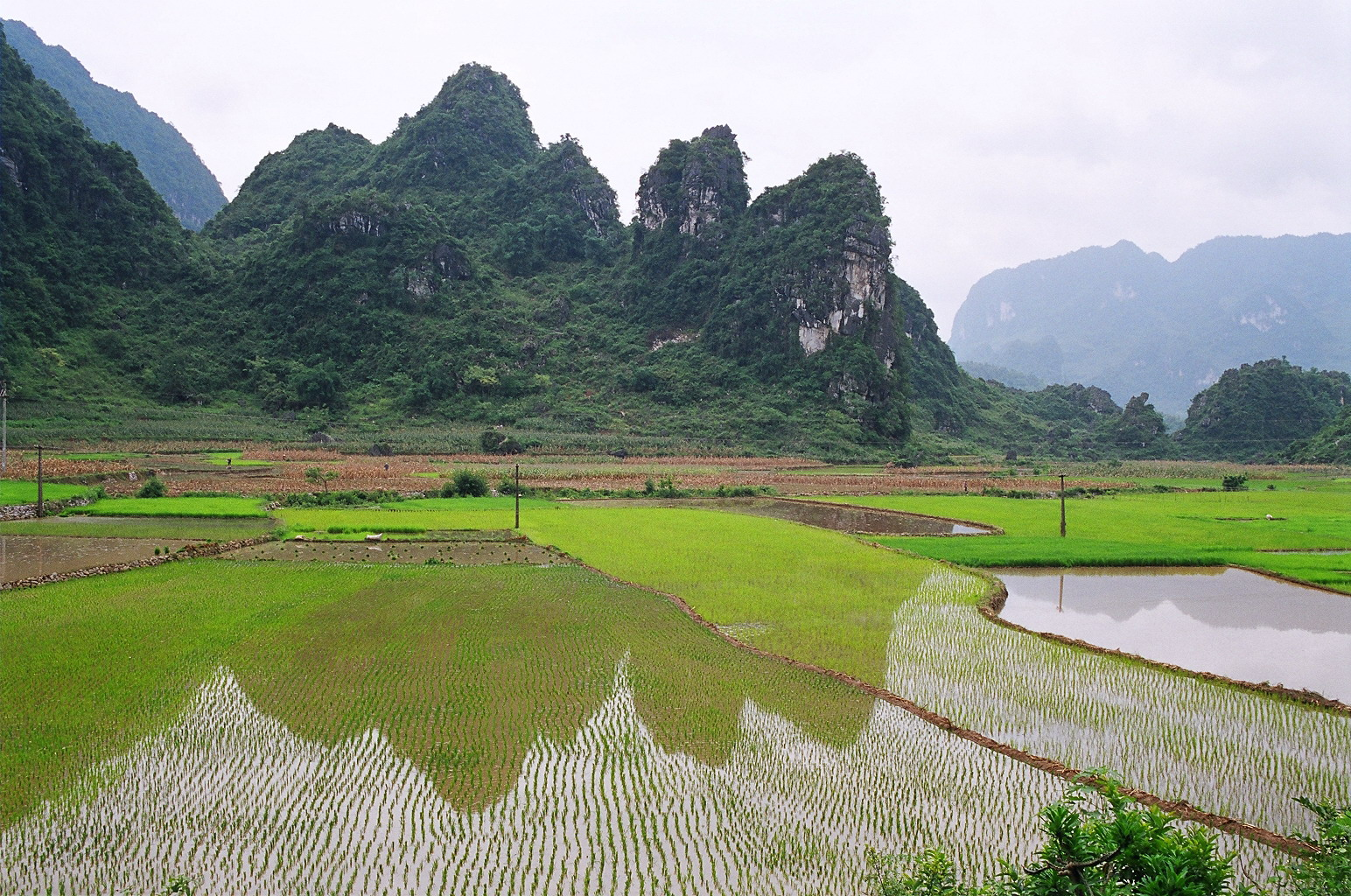
Do địa hình đồi núi hiểm trở, các chỉ số radar bị quá tải với các phản xạ cục bộ, khiến mục tiêu trên không thường "lọt qua" hoặc đơn giản là biến mất khỏi màn hình. Không chỉ địa hình, mà còn phản xạ gương của tín hiệu từ các cánh đồng lúa, đặc biệt là khi bắn vào các mục tiêu bay thấp, khi người điều khiển phải liên tục theo dõi tên lửa để tránh chạm đất.

Trong bối cảnh ảnh hưởng kinh nghiệm Việt Nam đối với sự phát triển của lực lượng phòng không, số phận của hệ thống tên lửa đất đối không S-75 "Desna", được đưa vào trang bị ngày 22/5/1959, trở thành một bản nâng cấp sâu của hệ thống SA-75 "Dvina", đang được quan tâm. Dựa trên kết quả sử dụng chiến đấu ở Việt Nam, tổ hợp này một lần nữa được hiện đại hóa và được đặt tên là S-75M "Volkhov". Theo Trung úy D.S. Smirnov, hơn 420 mục tiêu, trong đó có 51 chiếc B-52, đã bị bắn rơi ở Việt Nam bằng S-75M/A-75 chỉ trong năm 1972. Việc sử dụng S-75 theo đúng nghĩa đen đã thay đổi cục diện cuộc chiến ở Việt Nam. Đại tá A. Blagovestov, Phó Giáo sư Khoa học Quân sự, lưu ý rằng bắt đầu từ tháng 7 năm 1965, tổ hợp này đã chứng tỏ sự xứng đáng của nó không chỉ trong các cuộc đấu tay đôi với máy bay trinh sát đơn lẻ, mà trong các trận đánh đẩy lùi các cuộc tấn công lớn của máy bay Không quân Hoa Kỳ. Tham gia chiến đấu chống lại máy bay Mỹ ở Việt Nam, những tên lửa SAM này đã buộc người Mỹ phải từ bỏ việc ném bom ồ ạt vào các thành phố của Việt Nam, và các nhà chiến lược quân sự phải xem xét lại hoàn toàn quan điểm về việc sử dụng hàng không trong chiến tranh hiện đại. Đại tá A.S. Malgin ghi nhận hiệu quả cực cao các hoạt động SAM ở miền Bắc Việt Nam trong năm 1965: 23 máy bay Mỹ bị bắn rơi trên mỗi tiểu đoàn bị vô hiệu hóa (hoặc tiêu diệt). Đây là tỷ lệ tổn thất cao nhất trong tất cả các cuộc chiến tranh cục bộ mà SAM S-75 được sử dụng. Tổng cộng, theo số liệu của ông, trong các năm 1965-1973, chỉ riêng các tổ hợp SA-75 đã tiêu diệt khoảng 1300 máy bay và máy bay không người lái của Mỹ.
Thiếu tướng không quân Yu.I. Galushko, cũng như M.A. Shershnev và V.I. Karpenko, các nhà nghiên cứu tại Đại học Không quân Ivan Kozhedub, đưa ra tổng cộng 1400 máy bay mới nhất của Hoa Kỳ bị hệ thống SA-75 bắn hạ. Giáo sư Tiến sĩ Kỹ thuật V.M. Burenok viết về hơn 2500 máy bay chiến đấu của Mỹ bị phá hủy bởi hệ thống SA-75 ở Việt Nam.

#### Khó khăn gặp phải
Như Đại tá R.A. Kazakov lưu ý, sẽ là sai lầm nếu đánh giá kết quả hoạt động của lực lượng pháo phòng không Liên Xô từ các phép tính số học thuần túy, vì bằng cách so sánh số lượng các cuộc không kích và các vụ phóng tên lửa đáp trả, người ta phải nêu rõ hiệu quả cao của việc sử dụng SAM không phải là không có, cụ thể, tính chuyên nghiệp cao của lính tên lửa gặp phải những thực tế làm giảm đáng kể khả năng chiến đấu của họ và đôi khi không thể bắn trúng mục tiêu, do đó kết quả thực tế hoạt động phụ thuộc trực tiếp vào tính chuyên nghiệp của các chuyên gia Liên Xô và chỉ đứng sau khả năng chiến đấu vũ khí. Ví dụ, do địa hình đồi núi khó khăn, các chỉ số radar cực kỳ tải với các phản xạ cục bộ, khiến mục tiêu thường "lọt qua" hoặc đơn giản là biến mất. Việc theo dõi chính xác mục tiêu của người điều khiển, vốn sẽ đảm bảo tiêu diệt được mục tiêu, thất bại. Trong hoàn cảnh phản xạ dữ dội, một vật thể cục bộ có thể dễ dàng bị nhầm với một mục tiêu đã biến mất và việc sửa lỗi trong điều kiện hạn chế về thời gian cũng tương đương với việc làm gián đoạn quá trình bắn. Trong những điều kiện như vậy, điều quan trọng là người điều khiển phải duy trì tốc độ mục tiêu của ăng-ten trong khi vẫn giữ bình tĩnh. Như một quy luật, mục tiêu đã xuất hiện. Các hành động tiếp theo được giảm xuống để nhanh chóng bắt được mục tiêu và đảm bảo độ chính xác cần thiết việc theo dõi. Tất cả công việc được thực hiện ở chế độ theo dõi thủ công, theo dõi tự động là điều không thể thực hiện. Các hoạt động chiến đấu được tiến hành trong những điều kiện khó khăn nhất của khí hậu nhiệt đới. Các chuyên gia đã dành hàng giờ trong cabin kim loại, nơi nhiệt độ đôi khi lên tới +70 °C, và vì lý do tương tự, thiết bị thường xuyên trục trặc hơn bình thường, điều này đòi hỏi trách nhiệm gia tăng và sức lực của kíp chiến đấu thêm căng thẳng. Theo quy định, giấc ngủ bình thường của tổ tên lửa không vượt quá bốn giờ. Ngoài ra còn có một số điều khác ảnh hưởng đến hiệu quả của hoạt động chiến đấu và kết quả của việc phóng tên lửa. Ví dụ, sĩ quan dẫn đường thường không có nhiều hơn bốn tên lửa sẵn sàng để phóng, thay vì sáu tên lửa được cấp theo quy định. Việc lựa chọn vị trí phóng nằm ngoài khả năng của các chuyên gia Liên Xô, và một khu vực rất hạn chế được cung cấp cho việc triển khai tiểu đoàn. Như vậy, trường bắn thực binh cho phép tiểu đoàn bắn một lúc không quá hai mục tiêu. Theo quy định, việc nạp đạn trong cuộc đột kích không được sử dụng, vì tiểu đoàn ngay lập tức bị một cuộc tấn công trả đũa bằng rocket-bom, hoặc người Mỹ tiến hành trinh sát, trong khi tiểu đoàn tái bố trí trong thời gian này. Cũng có trường hợp, vì những lý do không phụ thuộc vào các chuyên gia Liên Xô, đại diện của Bộ tư lệnh Việt Nam đã áp đặt các điều kiện liên quan đến việc hạn chế bắn ở một số khu vực và ở độ cao nhất định, mà trên thực tế, tương đương với lệnh cấm bắn.

#### Kết quả chung
| Thống kê vũ khí phòng không bắn rơi máy bay Mỹ | Thống kê vũ khí phòng không bắn rơi máy bay Mỹ | Thống kê vũ khí phòng không bắn rơi máy bay Mỹ | Thống kê vũ khí phòng không bắn rơi máy bay Mỹ | Thống kê vũ khí phòng không bắn rơi máy bay Mỹ |
| Loại                                           | 1965                                           | %                                              | 1966-67                                        | %                                              |
| ---------------------------------------------- | ---------------------------------------------- | ---------------------------------------------- | ---------------------------------------------- | ---------------------------------------------- |
| bộ đội tên lửa phòng không                     | 102                                            | 12 %                                           | 592                                            | 34 %                                           |
| pháo phòng không                               | 739                                            | 86 %                                           | 1014                                           | 56 %                                           |
| máy bay chiến đấu                              | 16                                             | 2 %                                            | 181                                            | 10 %                                           |

Đại tá A.S. Malgin, giáo sư tại Học viện Khoa học Quân sự Liên bang Nga và là phó tiến sĩ khoa học quân sự, lưu ý rằng phải mất hơn một năm để tạo ra một hệ thống phòng không trên quy mô quốc gia trong chiến tranh, thực tế không tồn tại ở Việt Nam (các tiểu đoàn phòng không xuất hiện vào tháng 8 năm 1966 và chỉ bao gồm các trung đoàn pháo phòng không, cũng như các tiểu đoàn kỹ thuật vô tuyến điện trực thuộc). Một lần nữa, các chuyên gia quân sự và quốc phòng dân sự Liên Xô đã có những đóng góp quyết định. Theo thông tin của ông, ngay từ năm 1965, 857 phương tiện đường không Hoa Kỳ đã bị bắn rơi tại miền Bắc Việt Nam, và trong hai năm tiếp theo của cuộc chiến (1966-1967), người Mỹ đã mất 1787 phương tiện đường không. Đại tá L.F. Ryazanov, một phó tiến sĩ khoa học quân sự, nói, “Những thành công này của vũ khí phòng không Liên Xô đã buộc người Mỹ phải tăng cường tập đoàn quân không quân của họ lên 3,6 lần vào cuối chiến tranh".

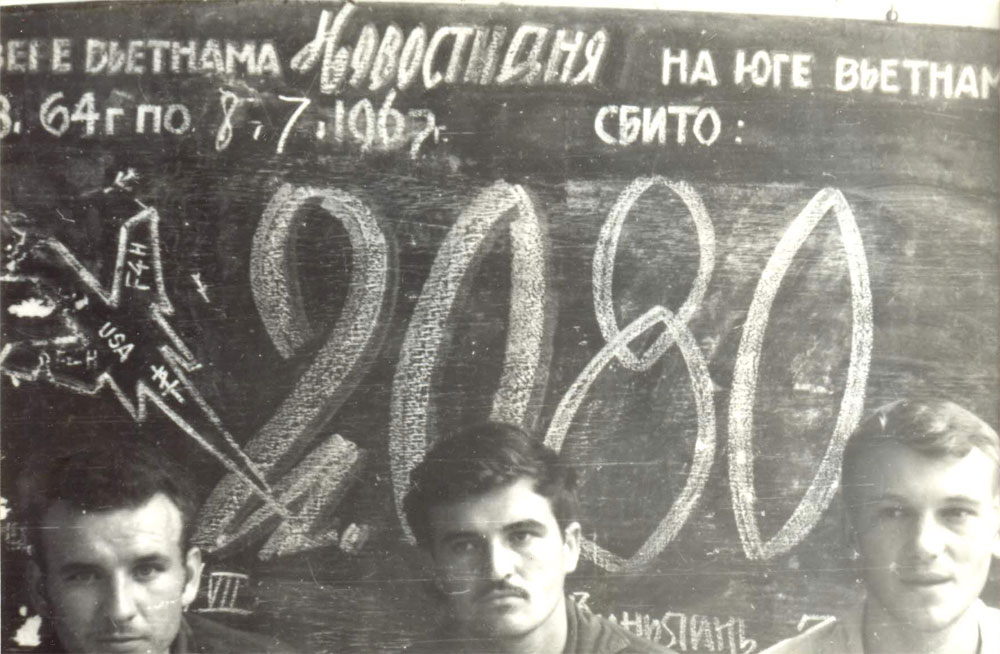
Bảng thống kê hàng ngày số máy bay Mỹ bị bắn rơi và cán bộ chiến sĩ Sư đoàn tên lửa phòng không số 43: 2080 máy bay địch từ ngày 5/8/1964 đến ngày 8/7/1967

Từ điển Bách khoa quân sự do Viện Lịch sử Quân sự Bộ Quốc phòng Liên bang Nga xuất bản đưa ra con số 4000 máy bay Mỹ bị phòng không Việt Nam Dân chủ Cộng hòa tiêu diệt trong cuộc chiến vào cuối năm 1974. A.V. Okorokov, trưởng nhóm nghiên cứu của Viện Lịch sử Nga thuộc Viện Hàn lâm Khoa học Nga đã nêu tên tổng số thiệt hại quân Mỹ trong suốt thời kỳ chiến tranh: 8612 máy bay, trong đó có 3720 máy bay và 4892 máy bay trực thăng (theo các số liệu khác, với tổng số máy bay bị phá hủy như nhau - 3744 máy bay và 4868 máy bay trực thăng), hơn nữa trên bầu trời Việt Nam Dân chủ Cộng hòa - 1095 máy bay và 11 máy bay trực thăng. Nhiều thiết bị của Mỹ bị bắn hạ đến nỗi người Việt Nam đã tổ chức triển lãm vũ khí phòng không Liên Xô cho các nhà báo phương Tây. M. Varnenska, người đã nhiều lần xem các cuộc triển lãm như vậy và mô tả ấn tượng của mình về các cuộc triển lãm, kể về các phòng trưng bày kim loại bị mài mòn, bởi vì bà chưa bao giờ thấy nhiều "cỗ máy giết người" bị tiêu diệt như vậy. Trong số máy bay bị SAM phá hủy, 76% là những cải tiến mới nhất vào thời điểm đó (F-111 Aardvark, F-4 Phantom II, A-4 Skyhawk, A-7 Corsair và nhiều loại khác).
| Kết quả của tổ hợp SA-75M "Dvina" máy bay bị bắn rơi theo loại | Kết quả của tổ hợp SA-75M "Dvina" máy bay bị bắn rơi theo loại | Kết quả của tổ hợp SA-75M "Dvina" máy bay bị bắn rơi theo loại | Kết quả của tổ hợp SA-75M "Dvina" máy bay bị bắn rơi theo loại | Kết quả của tổ hợp SA-75M "Dvina" máy bay bị bắn rơi theo loại | Kết quả của tổ hợp SA-75M "Dvina" máy bay bị bắn rơi theo loại | Kết quả của tổ hợp SA-75M "Dvina" máy bay bị bắn rơi theo loại | Kết quả của tổ hợp SA-75M "Dvina" máy bay bị bắn rơi theo loại | Kết quả của tổ hợp SA-75M "Dvina" máy bay bị bắn rơi theo loại | Kết quả của tổ hợp SA-75M "Dvina" máy bay bị bắn rơi theo loại | Kết quả của tổ hợp SA-75M "Dvina" máy bay bị bắn rơi theo loại |
| Năm                                                            | Loại máy bay                                                   | Loại máy bay                                                   | Loại máy bay                                                   | Loại máy bay                                                   | Loại máy bay                                                   | Loại máy bay                                                   | Loại máy bay                                                   | Loại máy bay                                                   | Loại máy bay                                                   | Toàn bộ                                                        |
| Năm                                                            | F-105                                                          | F-4                                                            | A-4                                                            | A-6                                                            | F-8                                                            | RB-66                                                          | B-52                                                           | PQM-34A PQM-147J                                               | Khác                                                           | Toàn bộ                                                        |
| -------------------------------------------------------------- | -------------------------------------------------------------- | -------------------------------------------------------------- | -------------------------------------------------------------- | -------------------------------------------------------------- | -------------------------------------------------------------- | -------------------------------------------------------------- | -------------------------------------------------------------- | -------------------------------------------------------------- | -------------------------------------------------------------- | -------------------------------------------------------------- |
| 1965                                                           | 38                                                             | 24                                                             | 8                                                              | 2                                                              | —                                                              | —                                                              | —                                                              | 5                                                              | 7                                                              | 94                                                             |
| 1966                                                           | 93                                                             | 37                                                             | 14                                                             | —                                                              | —                                                              | 2                                                              | —                                                              | 17                                                             | 58                                                             | 221                                                            |
| 1967                                                           | 80                                                             | 101                                                            | 82                                                             | 23                                                             | 9                                                              | —                                                              | 3                                                              | 20                                                             | 25                                                             | 344                                                            |
| Tổng                                                           | 221                                                            | 162                                                            | 104                                                            | 25                                                             | 9                                                              | 2                                                              | 3                                                              | 42                                                             | 90                                                             | 659                                                            |

А.B. Krasnov đưa ra một con số có phần thấp hơn đối với máy bay Mỹ bị tiêu diệt: 3706 chiếc, trong đó có 1770 chiếc do tên lửa phòng không dẫn đường và 350 chiếc bởi máy bay chiến đấu. Groh và Drenkowski tin rằng điều tốt về hệ thống phòng không do Liên Xô xây dựng ở Việt Nam là Không quân Hoa Kỳ luôn có một mắt xích yếu trong việc lập kế hoạch. Đúng, nó rất kỹ lưỡng, nhưng đồng thời cũng rất dễ đoán và lặp đi lặp lại: trình tự chuyến bay, đường bay, biện pháp đối phó điện tử, thời gian tiến hành các giai đoạn nhất định và mục tiêu của hoạt động đều có thể dễ dàng dự đoán được. Và mặc dù người Mỹ đã sử dụng nhiều cải tiến công nghệ, việc sử dụng chúng cũng có thể đoán trước được, và khả năng dự đoán này luôn nằm trong tay các chuyên gia quân sự Việt Nam và Liên Xô hỗ trợ họ.
Có lẽ yếu tố tiêu cực duy nhất trong việc khái quát hóa và hệ thống hóa kinh nghiệm chiến đấu là tính thiếu kịp thời, dẫn đến một số thiếu sót trong giai đoạn trước khi cử các nhóm chuyên gia mới. Vì vậy, Đại tá R. Kazakov, người đến Việt Nam vào tháng 4 năm 1966, chú ý rằng sau nhiều tháng kinh nghiệm chiến đấu của các chuyên gia tên lửa Liên Xô tại Việt Nam, kinh nghiệm chiến đấu tích lũy của họ đã bị che đậy bởi một bức màn bí mật. Ông chỉ nghe được những thông tin thực tế đầu tiên khi đến Việt Nam, thay vì đã chuẩn bị sẵn sàng để chống lại các chiến thuật đường không của Hoa Kỳ.
Bản tóm tắt kinh nghiệm chiến tranh Việt Nam của Trung tướng A.I. Pushkin, kinh nghiệm của các chuyên gia quân sự Liên Xô tại Việt Nam, theo Trung tướng A.I. Pushkin, xứng đáng được biểu dương cao nhất. Nếu chúng ta nói về kinh nghiệm quân sự, nó vẫn chưa mất tầm quan trọng ngay cả bây giờ.

### Tác chiến điện tử
Với sự khởi đầu của việc máy bay Mỹ bị tên lửa S-75 đánh bại hiệu quả, Hoa Kỳ đã bắt đầu chủ động các biện pháp đối phó vô tuyến. Các kíp chiến đấu lần đầu tiên gặp phải tác động của việc gây nhiễu chủ động và thụ động trên các kênh ngắm mục tiêu. Dưới tác động của việc gây nhiễu trên màn hình radar, nhiễu được thấy dưới dạng chiếu sáng liên tục, dưới dạng các vết chuyển động, tương tự như dấu từ mục tiêu. Điều này gây khó khăn cho việc đánh giá chính xác tình hình, lựa chọn, theo dõi và khai hỏa các mục tiêu, và thường dẫn đến việc bỏ sót mục tiêu. Quân đội Mỹ tiếp tục cải tiến các phương tiện và phương pháp gây nhiễu áp chế tất cả các radar của lực lượng phòng không và không quân Việt Nam. Đây là lý do cho một nghiên cứu chi tiết không chỉ về các cách sử dụng gây nhiễu mà còn về các đặc tính phát xạ của thiết bị đối phó bằng sóng vô tuyến. Vào tháng 5 năm 1968, một nhóm chuyên gia quân sự về các biện pháp đối phó vô tuyến điện và tác chiến điện tử thuộc Lực lượng Kỹ thuật Vô tuyến Phòng không, do Trung tá V.S. Kiselev, đến Việt Nam, trang bị thiết bị đặc biệt, với nhiệm vụ phân tích tình trạng gây nhiễu. Vào tháng 10, ông được thay thế bởi Trung tá P.A. Sharshatkin. Nhóm đã hoàn thành xuất sắc nhiệm vụ được giao là lập bản đồ trường radar, tạo mồi nhử che giấu và bảo vệ các đối tượng phản xạ vô tuyến và vô tuyến điện, được đào tạo và truyền lại kinh nghiệm cho các chuyên gia nhóm tác chiến điện tử Việt Nam. Nhóm được trang bị một bộ thiết bị cho phép nhận và phân tích các tín hiệu gây nhiễu trong dải tần số hoạt động của tất cả các radar phòng không và không quân. Thiết bị thu tín hiệu các phương tiện bay trên không của Mỹ được triển khai trên một vị trí trong khu vực hoạt động tác chiến chuyên sâu. Trong quá trình làm việc của nhóm, một lượng lớn dữ liệu đã thu được về đặc điểm bức xạ của thiết bị đối phó vô tuyến, được sử dụng để hỗ trợ các hoạt động chiến đấu của hàng không Hoa Kỳ. Kết quả phân tích vật liệu này được sử dụng để thực hiện các thay đổi hoạt động đối với các mạch radar nhằm tăng khả năng chống nhiễu và cải thiện hiệu suất chiến đấu trong khi đẩy lùi một cuộc đột kích trong quá trình kiểm soát chiến đấu. Kết quả công tác đã hình thành cơ sở cuốn sách “Tác chiến điện tử" (về kinh nghiệm tác chiến của Bộ đội Phòng không - Không quân Quân đội Nhân dân Việt Nam). Cuốn sách đã và đang được sử dụng làm giáo trình trong các cơ sở giáo dục quân sự của Quân chủng Phòng không Việt Nam. Sau khi các chuyên gia Liên Xô hoàn thành nhiệm vụ, thiết bị được bàn giao cho các chuyên gia Việt Nam được đào tạo đủ điều kiện dưới sự hướng dẫn của các chuyên gia hàng đầu của nhóm phản lực. Công việc của nhóm đã giúp nâng cao hiệu quả của hệ thống phòng không Việt Nam.

### Hoàn thiện tổ hợp SA-75
Người Mỹ nhanh chóng phản ứng trước sự xuất hiện của các hệ thống phòng không của Liên Xô: họ bắt đầu tiếp cận mục tiêu ở độ cao thấp, cơ động trong khu vực bắn và tích cực xây dựng các biện pháp đối phó gây nhiễu. Kết quả là vào giữa năm 1966, trung bình có 3-4 tên lửa được sử dụng trên mỗi máy bay bị bắn rơi. Đến năm 1967, người Mỹ đã phát triển và lắp đặt trên máy bay cường kích thiết bị gây nhiễu tần số của kênh ngắm mục tiêu, và cuối năm đó trên kênh tên lửa. Trên hệ thống phòng không luôn luôn có một mối đe dọa bị bắn trúng bởi các tên lửa đang bay. Tất cả những điều này đã làm phức tạp tình hình đối với hệ thống phòng không đến mức hiệu quả của hệ thống phòng không giảm mạnh. Trong tháng 11-12 năm 1967, số lượng tên lửa trung bình trên mỗi máy bay bị bắn rơi là khoảng 9-10 quả, và vào tháng 12 đã có trường hợp tên lửa rơi sau khi phóng do bị nhiễu. Trung tướng M.I. Vorobyov lưu ý rằng nếu Liên Xô không thực hiện các biện pháp kỹ thuật, tình hình phòng không của Việt Nam sẽ rất nguy cấp. Tổ hợp Dvina SA-75 không thể bắn phá hiệu quả các mục tiêu tầm thấp. Và vì Việt Nam không có các loại hệ thống phòng không khác, nên cách duy nhất để đối phó với Mỹ là cải thiện khả năng chiến đấu của các hệ thống hiện có bằng cách nâng cấp. Ngay từ những ngày đầu áp dụng chiến đấu hệ thống phòng không SA-75, các báo cáo từ Việt Nam đã được các chuyên gia từ NPO Almaz, Nhà máy Kỹ thuật Vô tuyến điện Moskva, bãi thử Kapustin Yar, Tổng cục 4 Bộ Quốc phòng Liên Xô, Lực lượng tên lửa phòng không phân tích kỹ lưỡng.
Vào tháng 8 năm 1967, để có thêm thông tin đáng tin cậy và phân tích về vụ bắn tại chỗ, một nhóm nghiên cứu đã được thành lập và cử sang Việt Nam. Nhóm nghiên cứu bao gồm các chuyên gia trong ngành, đại diện các phòng thiết kế, khu thử nghiệm, Viện Nghiên cứu Phòng không và Nhà máy "Avangard" (hơn 80 người) và đứng đầu là đại diện của xí nghiệp sản xuất và kỹ thuật của Bộ Công nghiệp vô tuyến điện "Granit" Yu.A. Vishnev với sự đồng ý của sĩ quan Tổng cục 4 Bộ Quốc phòng. Việc sửa đổi các khu liên hợp ở Việt Nam bắt đầu vào giữa năm 1967 và được thực hiện bởi ba nhóm chuyên gia trong ngành, với sự chấp nhận của các đại diện quân đội. Các đài dẫn đường tên lửa cần làm lại đã được di dời khỏi vị trí và vận chuyển đến vị trí của các tổ lái, nếu có tổ máy thay thế (sản xuất tại nhà máy theo tài liệu mới) thì công việc được thực hiện trực tiếp tại các vị trí bắn. Bất chấp nhiều khó khăn - điều kiện thực địa, khí hậu nhiệt đới nóng ẩm, máy bay Mỹ đánh phá liên tục - các tổ lái hoàn thiện đã hoàn thành xuất sắc nhiệm vụ. Các hệ thống được làm lại đầu tiên bắt đầu bắn hạ máy bay trong khu vực ảnh hưởng mở rộng, ở độ cao thấp, lên đến 300m. Việc triển khai sáng tạo các năng lực kỹ thuật được gia tăng của các kíp chiến đấu phức hợp đã làm tăng đáng kể hiệu quả bắn - mức tiêu thụ tên lửa trung bình đã giảm gần một nửa - từ 9-10 tên lửa trên mỗi máy bay xuống còn 4,5-5 - và nó vẫn ở mức này trong thời gian sau.
Ngày 6 tháng 11 năm 1967, Trung tướng M.I. Vorobyov, Cục trưởng Cục 1 Vũ khí Tên lửa Phòng không thuộc Tổng Cục 4 Bộ Quốc phòng Liên Xô, đã đến Việt Nam, và ngày hôm sau, trong buổi chiêu đãi tại Đại sứ quán Liên Xô, ông đã gặp gỡ các chỉ hủy lực lượng phòng không và không quân của Việt Nam, trước hết bày tỏ sự hài lòng về kết quả cải tiến. Một trong số họ thậm chí còn nói rằng chiếc máy bay thứ 2500 đã bị bắn hạ bởi một tên lửa của tổ hợp hoàn thiện "nhân kỷ niệm 50 năm Cách mạng tháng 10".
Công việc tiếp tục hiện đại hóa S-75 ở Việt Nam tiếp tục diễn ra trong những năm tiếp theo.

### Phi công tiêm kích phòng không Liên Xô
Ngoài các xạ thủ phòng không của Liên Xô tại Việt Nam thuộc Lực lượng Phòng không Liên Xô, một số ít các phi công tiêm kích của Lực lượng Phòng không Liên Xô đã làm việc tại Việt Nam. Tuy nhiên, do khác với Lực lượng vũ trang Liên Xô, Lực lượng Phòng không và Lực lượng Không quân được hợp nhất thành một quân chủng vũ trang năm 1963: Quân chủng Phòng không và Không quân, do đó, trong trong thời gian sau này, các hoạt động của phi công tiêm kích được coi là không thể tách rời với các phi công của Lực lượng Không quân Liên Xô, cùng đơn vị đã thực hiện hoạt động.

## Hoạt động các chuyên gia thuộc Lực lượng Không quân Liên Xô
Ban đầu, trong giai đoạn đầu Chiến tranh Việt Nam, sự chênh lệch về tỷ lệ sức mạnh không quân là rất lớn: đến tháng 8 năm 1964, có khoảng 680 máy bay chiến đấu và yểm trợ tại các căn cứ không quân Hoa Kỳ trong khu vực tác chiến, trong khi Việt Nam Dân chủ Cộng hòa chỉ có khoảng 120 máy bay chiến đấu lạc hậu. Khi các máy bay chiến đấu mới nhất của Liên Xô bắt đầu đến Việt Nam, các phi công máy bay chiến đấu Liên Xô bắt đầu đến cùng với máy bay, nhiệm vụ phi công Liên Xô là giám sát quá trình đào tạo các phi công Việt Nam và giúp Việt Nam làm chủ các thiết bị mới nhất. Nhiều máy bay chiến đấu Liên Xô đã có kinh nghiệm đáng kể trong các cuộc không chiến chống lại máy bay Mỹ trên bầu trời Triều Tiên. Thiếu tướng Nikolai Sutyagin, Cố vấn Tư lệnh Quân chủng Phòng không-Không quân Quân đội nhân dân Việt Nam, trong Chiến tranh Triều Tiên chiến đấu tại Quân đoàn Tiêm kích 64 đã bắn rơi 22 máy bay phản lực của Hoa Kỳ, trong đó có 15 máy bay F-86 Sabre, vốn là loại máy bay chiến đấu tổt nhất của Mỹ thời đó.

### Hoạt động phi công chiến đấu

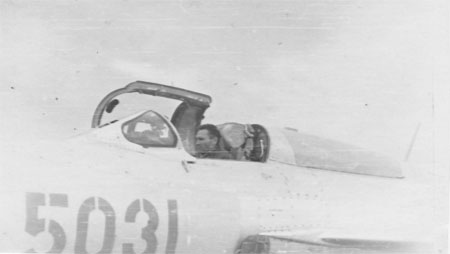
Phi công tiêm kích thuộc Lực lượng Phòng không Liên Xô P.I. Isaev chuẩn bị cất cánh từ sân bay Nội Bài Việt Nam, năm 1968

Theo lịch ngày kỷ niệm đăng trên các ấn phẩm chính thức của Bộ Quốc phòng Liên bang Nga, ngày 4/4/1965, phi công Liên Xô lái máy bay MiG-17 đã mở tỷ số chiến đấu trên bầu trời Việt Nam, bắn rơi 2 chiếc F-105 của Mỹ. Tất nhiên, các phi công Liên Xô trên bầu trời Việt Nam không bao giờ được báo cáo. Theo các tài liệu chính thức của Việt Nam, ngày hôm đó các phi công Việt Nam Phạm Giấy, Lê Minh Huân, Trần Nguyên Năm và Trần Hanh đã bắn rơi hai chiếc F-105, theo báo chí Việt Nam thì ba trong số bốn người này thiệt mạng và chỉ có Trần Hanh (người sau đó được phong là Anh hùng Lực lượng Vũ trang nhân dân) đã mô tả chi tiết về trận đánh; Phía Hoa Kỳ xác nhận dữ liệu của Việt Nam, báo cáo rằng vào ngày 4 tháng 4, họ đã mất ba chiếc F-105, hai trong số đó bị phi công Bắc Việt Nam bị bắn rơi trong các cuộc không chiến và một do hỏa lực phòng không. Đồng thời, hoạt động các cố vấn không quân Liên Xô đã không trở nên vô ích - Đại tá Không quân Hoa Kỳ D.J. Hayes, trong báo cáo phân tích của mình, đã xếp Không quân Việt Nam là lực lượng được huấn luyện và sẵn sàng chiến đấu tốt nhất ở Đông Nam Á.
Trên bầu trời miền Bắc Việt Nam, các phi công Liên Xô đã chiến đấu chống lại một kẻ thù mạnh ngang ngửa và rất thành công. Tất nhiên, quân đội Liên Xô đã tham gia các trận không chiến với người Mỹ một cách không chính thức, vì họ đã được cử sang Quân đội Nhân dân Việt Nam với tư cách là người hướng dẫn và cố vấn và bị cấm bay các nhiệm vụ chiến đấu.

### Hoạt động phi công thử nghiệm
Các phi công, những người đến chỉ để giải quyết các vấn đề hoạt động, cũng phải giao tranh với kẻ thù. Ví dụ, Anh hùng Liên Xô, Đại tá V.S. Kotlov, phi công thử nghiệm cao cấp thuộc Viện Nghiên cứu Khoa học Lực lượng Phòng không mang tên V.P. Chkalov. Kotlov trong chuyến công tác tới Việt Nam để huấn luyện phi công Việt Nam sử dụng tên lửa đất đối không trong chuyến bay huấn luyện cùng hướng dẫn người Việt Nam của mình, đã thực sự tham gia một trận không chiến với máy bay chiến đấu F-4 Phantom của Mỹ xuất hiện trong không phận của mình, ông ở buồng thứ hai trên chiếc MiG-21C (phiên bản huấn luyện) và ra lệnh cho người học trò Việt Nam - Đại úy Nguyễn Đức Soát (Trung tướng, Phó Tổng Tham mưu trưởng Quân đội Việt Nam sau này) bằng tiếng Nga (may mắn, nhiều phi công Việt Nam đã được đào tạo trong các trường dạy bay ở Liên Xô và nói tốt tiếng Nga), thông qua hệ thống liên lạc nội bộ, bởi vì việc sử dụng tiếng Nga trên không bị nghiêm cấm. Tình hình trên không căng thẳng và trong một trận không chiến ngắn, chiếc Phantom của đối phương đã bị bắn rơi - đây là chiếc F-4 đầu tiên do một phi công Việt Nam lái máy bay MiG-21 bắn rơi.
Để xử lý thành công tình huống bất thường này, V.S. Kotlov đã được trao tặng danh hiệu "Công dân danh dự Hà Nội" và bằng khen của chính phủ Việt Nam (tất nhiên là không có ý nghĩa gì khi viết một bài thuyết trình cho bằng khen của Liên Xô, vì nếu Moskva biết được điều đó, ông sẽ không nhận được phần thưởng, nhưng đúng hơn là một hình phạt - vì vi phạm trực tiếp lệnh trước đó không được tham chiến dưới bất kỳ lý do nào).

### Khái quát hóa và hệ thống hóa kinh nghiệm chiến đấu
Như lời của Đại tá B.F. Cheltsov, trong Chiến tranh Việt Nam, các khuyến nghị đối với các đơn vị không quân tham gia chiến đấu đã được phát triển. Trước sự ảnh hưởng của các kinh nghiệm, quan điểm về cách sử dụng máy bay chiến đấu đã thay đổi. Các chiến thuật đánh chặn mục tiêu trên không, được thiết lập vào cuối những năm 1950, đã được xem xét lại trên cơ sở kết quả của các hoạt động tác chiến. Vị trí không chiến cơ động vốn không phải là bản chất của máy bay chiến đấu siêu thanh, đã bị bác bỏ bởi hành động của các máy bay MiG-21 đã tham gia không quân Quân đội Nhân dân Việt Nam kể từ tháng 4 năm 1966 trong các trận không chiến với không quân Mỹ. Trên cơ sở khuyến nghị của Văn phòng Tổng tư lệnh Không quân, các phi công tiêm kích đã được đào tạo lại khả năng chiến đấu trên không. Như trong Thế chiến thứ hai, các nhóm với nhiều mục đích chiến thuật khác nhau đã xuất hiện: tấn công, trình diễn và dự bị. Việc phân tích sử dụng máy bay chiến đấu có mục đích thiết thực ngay lập tức - nhiều cố vấn không quân đã có cơ hội, ngoài Việt Nam, đến thăm các chiến trường Trung Đông, nơi mà tình trạng thù địch vẫn đang hoành hành trong cùng thời kỳ. Do đó, các cố vấn không quân Tướng S.D. Gorelov và V.Z. Skubilin đã giải thích một cách thuyết phục cho người Ả Rập, sử dụng các ví dụ từ Chiến tranh Việt Nam, việc sử dụng máy bay chiến đấu Liên Xô có thể hiệu quả như thế nào. Đại tá A.S. Malgin đề cập rằng các máy bay chiến đấu MiG-17 đã chiến đấu chống lại lực lượng không quân Mỹ tại Việt Nam ở cự ly khoảng 200 km tính từ sân bay xuất phát, với tổng thời gian trên không của chúng là khoảng 40 phút. Theo ý kiến của ông, các máy bay chiến đấu với khả năng chiến đấu như vậy chắc chắn bị "trói" vào một mục tiêu phòng thủ cụ thể. Ngoài máy bay chiến đấu không quân, một đóng góp đáng kể vào việc phát triển lý thuyết sử dụng không quân cho các hoạt động đặc biệt là kinh nghiệm chính phủ và Bộ Quốc phòng Liên Xô trong các nhiệm vụ đặc biệt tại Việt Nam từ năm 1960 đến năm 1991 của các phi hành đoàn không quân vận tải quân sự.

## Hoạt động các chuyên gia sửa chữa và phục hồi
Rất nhiều công việc ở tất cả các giai đoạn cuộc chiến cũng được thực hiện bởi các nhóm chuyên gia sửa chữa Liên Xô được cử sang Việt Nam vào năm 1964 để hỗ trợ sửa chữa và hiện đại hóa các thiết bị quân sự trên thực địa. Nhiệm vụ các kỹ sư quân sự Liên Xô (chia thành các đơn vị, mỗi đơn vị ba người) bao gồm: sửa chữa thiết bị ở các vị trí (trong mọi tình huống), đánh giá tình trạng kỹ thuật, thiết lập các thiết bị quân sự, loại bỏ hư hỏng và xác định số lượng sửa chữa cần thiết.

## Hoạt động các chuyên gia Lực lượng Hải quân
Các hải đội tàu trinh sát thuộc Lữ đoàn 38 Tàu trinh sát mục đích đặc biệt thuộc Hạm đội Thái Bình Dương (hoạt động trong khu vực tác chiến của Không quân và Hải quân Hoa Kỳ trên Thái Bình Dương (gần Đảo Guam - căn cứ không quân chiến lược của Không quân Hoa Kỳ), tại Biển Đông và Vịnh Bắc Bộ, thực hiện các nhiệm vụ đặc biệt phục vụ chiến đấu nhằm cảnh báo trước cho phòng không miền Bắc Việt Nam trước các cuộc tập kích đường không của Mỹ.

### Lữ đoàn 38 Lực lượng đặc biệt
Trong khoảng thời gian từ tháng 4 năm 1964 đến ngày 31 tháng 12 năm 1974, các tàu trinh sát của Lữ đoàn 38 thuộc Hạm đội Thái Bình Dương đã thường trực triển khai ở khu vực Biển Đông, Vịnh Bắc Bộ và tại các vị trí cơ động gần đảo Guam, ngoài việc giải quyết nhiệm vụ đặc biệt, còn thực hiện chiến đấu (trinh sát) hỗ trợ hoạt động chiến đấu của các đơn vị phòng không Liên Xô trên lãnh thổ Việt Nam và hỗ trợ quốc tế cho nhân dân Việt Nam anh em. Lực lượng đã thực hiện các nhiệm vụ sau:
- Theo dõi trực tiếp các cuộc tấn công của tàu sân bay và các nhóm chống tàu ngầm, xác định các khu vực cơ động của chúng;
- Thông báo cho Hải quân Liên Xô và Hạm đội Thái Bình Dương về việc các máy bay không quân trên tàu sân bay chuẩn bị cất cánh và xuất kích để tấn công Việt Nam;
- Tiết lộ các phương pháp chiến thuật sử dụng máy bay tác chiến trên tàu sân bay và hoạt động của tàu Mỹ phong tỏa bờ biển Việt Nam.

Ngoài ra, tàu trinh sát của lữ đoàn, nằm cách căn cứ hải quân Hoa Kỳ tại Cảng Apra, Guam, ba dặm, nơi Hải đội Tàu ngầm Hạt nhân 15 (SUBRON 15) của Hoa Kỳ đóng quân, với tên lửa đạn đạo UGM-27 Polaris và UGM-73 Poseidon trên tàu, ngoài nhiệm vụ chính là tiết lộ các hoạt động của tàu ngầm hạt nhân Mỹ với tên lửa đạn đạo, phát hiện sự cất cánh máy bay ném bom chiến lược B-52 đường không từ căn cứ Andersen và theo dõi các chuyến bay của Mỹ đến các cơ sở ở Việt Nam. Thời gian bay khoảng 6 tiếng, nhưng đến thời điểm đó hệ thống phòng không Việt Nam đã cảnh báo bằng liên lạc siêu tốc từ tàu thông qua Bộ Tổng tham mưu các lực lượng vũ trang Liên Xô và tiếp tục xa hơn nữa là thông tin cho các đơn vị phòng không Việt Nam.
Sự thử thách đầu tiên của lữ đoàn diễn ra vào ngày 2 tháng 8 năm 1964, trong cái gọi là "Sự kiện Vịnh Bắc Bộ". Lúc đó các tàu của Hạm đội 7 Hoa Kỳ được điều đến Vịnh Bắc Bộ, nơi đã xâm phạm lãnh hải của Việt Nam Dân chủ Cộng hòa. Theo Chuẩn Đô đốc Liên Xô V.A. Karev, hành động này được thực hiện nhằm mục đích thực hiện một hành động khiêu khích nhằm đánh lừa dư luận thế giới và gieo rắc hành vi xâm lược vào lãnh thổ nước Việt Nam Dân chủ Nhân dân Cộng hòa. Các tàu phóng lôi của Việt Nam Dân chủ Cộng hòa bị cáo buộc đã tấn công tàu khu trục USS Maddox của Hoa Kỳ ở vùng biển ngoài lãnh hải. Chính phủ Việt Nam Dân chủ Cộng hòa đã bác bỏ cáo buộc một cách dứt khoát tuyên bố này. Tham mưu trưởng liên quân và Bộ Tư lệnh Hải quân Hoa Kỳ đã đặt câu hỏi về tính xác thực của sự việc này. Vào thời điểm đó, tàu khu trục Protractor Liên Xô đã báo cáo với trụ sở Hạm đội Thái Bình Dương Liên Xô, qua quá trình trinh sát, tàu khu trục Maddox đã xâm phạm vào lãnh hải Việt Nam Dân chủ Cộng hòa. Mặc dù vậy, máy bay Hoa Kỳ đã ném bom lãnh thổ Việt Nam Dân chủ Cộng hòa vào ngày 5 tháng 8, 1964. Vào ngày 10 tháng 8, Quốc hội Hoa Kỳ đã thông qua cái gọi là "Nghị quyết Vịnh Bắc Bộ", cho phép các hành động của Lực lượng Vũ trang Hoa Kỳ và trao cho Tổng thống Hoa Kỳ Lyndon Johnson quyền sử dụng các lực lượng Hoa Kỳ ở Đông Nam Á. Do đó, bắt đầu cuộc xâm lược của Hoa Kỳ đối với Bắc Việt Nam. Đổi lại, chính phủ Liên Xô, dựa trên dữ liệu tình báo đáng tin cậy, coi những hành động này là hành động xâm lược trực tiếp. Tất nhiên, các thủy thủ do thám của Liên Xô đã liều mạng khi ở trong vùng chiến sự, ngay cả khi họ đang hoạt động ở vùng biển ngoài lãnh hải. Trong thời gian làm nhiệm vụ chiến đấu trong khu vực, Hải quân Hoa Kỳ đã thực hiện các hành động khiêu khích đối với các tàu Liên Xô.
Ngày 31 tháng 12 năm 1974, tàu MRZK "Cursograph" là chiếc cuối cùng trong số tàu trinh sát của Lữ đoàn 38 trở về căn cứ từ Vịnh Bắc Bộ. Như vậy đã kết thúc nhiệm vụ Việt Nam của lữ đoàn. Tổng cộng 17 tàu trinh sát của lữ đoàn đã khởi hành đến khu vực hoạt động chiến đấu ở Việt Nam từ năm 1964 đến năm 1974, thực hiện 94 chuyến đi, mỗi chuyến từ ba đến bốn tháng.

### Lực lượng đặt biệt Hạm đội Thái Bình Dương
Theo lệnh của Tổng tư lệnh Hải quân Liên Xô và Tư lệnh Hạm đội Thái Bình Dương, một phân đội hoạt động của Hạm đội Thái Bình Dương đã được thành lập ở Biển Đông và Vịnh Bắc Bộ trong khu vực bãi mìn gần Hải Phòng thuộc sự chỉ huy của Lữ đoàn 38 tàu trinh sát, Đại tá Hải quân D.T. Lukash chỉ huy, gồm các tàu trinh sát lớp MRZK "Aneroid" (soái hạm), "Protractor", "Cursograph", "Barograph", "Hydrophone" và các tàu quét biển MT-4 và MT-5 hỗ trợ tàu chở dầu "Vladimir Kolechitsky". Nhiệm vụ chính của biệt đội là:
- Phân tích các hoạt động của tổ hợp quét thủy lôi Hoa Kỳ, các chiến thuật đánh mìn, việc sử dụng các lực lượng và phương tiện đánh mìn mới, khả năng chiến đấu và các đặc tính kỹ chiến thuật các loại mìn;
- Đánh giá kết quả đánh mìn và thông báo kịp thời cho các tàu Liên Xô về mối đe dọa mìn.

Lực lượng đặc nhiệm đã hoàn thành xuất sắc những nhiệm vụ này bất chấp mối đe dọa nghiêm trọng từ mìn. Vào cuối Chiến dịch "Tổng dọn dẹp" của Hải quân Hoa Kỳ, các nhà lãnh đạo quân đội Liên Xô và Việt Nam đã có dữ liệu toàn diện về kết quả của chiến dịch.
Các chi tiết do thám hải quân phục vụ chiến đấu được mô tả trong nhật ký của thủy thủ E.G. Masyagutov, người từng là nhân viên vận hành máy đo bức xạ trên MZRK "Protractor" (1964). Masyagutov mô tả việc quan sát nhóm tấn công hàng không mẫu hạm 77 (Lực lượng đặc nhiệm 77, CTF 77) và các hàng không mẫu hạm cấu thành của nó là USS Hancock, USS Coral Sea, USS Yorktown và USS Ranger. Cuộc sống trên biển có một hương vị riêng, với những thủy thủ mệt mỏi vì nắng nóng: "Không có nơi nào khác để tắm nắng. Ai cũng đen như người da đen" và sự đơn điệu của công việc chiến đấu: "Loanh quanh với Biển San hô và Hancock cả ngày <. ..> cảm thấy mệt mỏi với những hàng không mẫu hạm đó". Mỗi trang nhật ký đều chất chứa nỗi nhớ nhà. Các đoạn chi tiết hơn về các chuyến đi đến khu vực tác chiến của Không quân và Hải quân Hoa Kỳ ở Thái Bình Dương, gần đảo Guam, ở Biển Đông và Vịnh Bắc Bộ được V.V. Balakin, người từng là chỉ huy trưởng trạm đo bức xạ của trạm Ampe kế MRZK (1966-1968) mô tả. Theo ông, các chiến dịch đến Việt Nam, đến vĩ tuyến 17, và Biển Đông được mọi người nhớ đến thường xuyên hơn những nơi khác, vì chúng là vùng khó khăn và nguy hiểm nhất. Các tàu trinh sát bán quân sự của Liên Xô đã bay gần hàng không mẫu hạm Hoa Kỳ và các tàu khác của Hạm đội 7 Hoa Kỳ, có khả năng tiêu diệt chúng ngay lập tức. Họ đã ghi lại các lần xuất kích của tàu sân bay Hoa Kỳ và lập tức chuyển tiếp thông tin cho chính quyền, không gián đoạn một giây, nghe các cuộc trò chuyện của các phi công, liên tục nghe yêu cầu căn cứ ném bom trực tiếp vào họ, vì vào ban đêm tàu Liên Xô có thể dễ bị nhầm với tàu Bắc Việt Nam.

#### Ý nghĩa
Chuẩn Đô đốc V.A. Karev đã ghi nhận sự đóng góp của các thủy thủ-nhân viên tình báo đối với sự phát triển khoa học quân sự Liên Xô: Khi Chiến tranh Việt Nam kết thúc, Tổng cục Tình báo Bộ Tổng Tham mưu các Lực lượng vũ trang Liên Xô đã xuất bản một tác phẩm gồm 5 tập cho sử dụng chính thức mang tên Cuộc tấn công Hoa Kỳ tại Việt Nam năm 1964-1975, trong đó hơn 70% dữ liệu do tình báo Hạm đội Thái Bình Dương của Liên Xô thu được.

### Trinh sát tầm xa
Trung đoàn không quân trinh sát tầm xa độc lập cận vệ 50 thuộc Hạm đội Bắc Thái Bình Dương được giao nhiệm vụ trinh sát trên không ở phía nam. Trung đoàn này đóng tại sân bay Novorossiya, sau đó bay đến sân bay Pristan (ngay đối diện thành phố Vladivostok). Được trang bị các máy bay Tu-16 với tầm bay hơn 3000 km, máy bay của trung đoàn đã kiểm soát toàn bộ Biển Nhật Bản và Hoàng Hải, nhưng phạm vi bay không còn đủ đến quần đảo Philippines.
Đối với trinh sát đại dương tầm xa, Lực lượng Không quân thuộc Hạm đội Thái Bình Dương đã thành lập Trung đoàn Không quân Trinh sát Tầm xa Độc lập thuộc Lực lượng Cận vệ 867 (sau đó được đổi tên thành Sư đoàn 304), có trụ sở tại Primorye tại sân bay Khorol, và được trang bị máy bay Tu-95RTS. Trung đoàn được thành lập năm 1965.
Vào thời điểm đó, chiến tranh đang diễn ra ở Việt Nam và các nhóm tấn công tàu sân bay của Mỹ (AUG), luân phiên hai hoặc ba tháng một lần, tiến vào Biển Đông để tấn công Hà Nội. Nhiệm vụ của các đội trinh sát Liên Xô là trinh sát tàu sân bay của Mỹ khi chúng đang đi qua căn cứ ở Midway, Guam và Okinawa, xác định thành phần nhóm, hành trình, tốc độ và truyền tất cả dữ liệu về Moskva. Khó khăn nhất là tiếp cận tàu sân bay và chụp ảnh nó bằng máy ảnh trên tàu. Thông thường, F-4 Phantom hoặc A-5 Vigilante tiếp cận máy bay Liên Xô ở khoảng cách 500 km từ tàu sân bay, hộ tống, thay thế nhau, cố gắng "trục xuất" các sĩ quan tình báo Liên Xô khỏi khu vực tàu sân bay.
Sau khi kết thúc chiến sự, các máy bay của trung đoàn 304 thỉnh thoảng vẫn đóng tại Việt Nam (sân bay Đà Nẵng và Cam Ranh).

### Máy bay chiến đấu Hải quân
Mặc dù có nhiều kinh nghiệm quân sự về chiến tranh du kích trong rừng rậm và trên sông ngòi, và thậm chí sự tồn tại của toàn bộ trung tâm đào tạo bí mật để đào tạo các điệp viên dưới nước Mặt trận Dân tộc Giải phóng Miên Nam Việt Nam ở Long An và Kiến Hòa, trước khi bắt đầu hợp tác quân sự Xô-Việt, Hải quân Việt Nam không có nhân viên được đào tạo toàn diện về các chuyên ngành hải quân như thợ lặn-thám sát, bác sĩ kỹ thuật, lính đặc công và những chuyên ngành khác. Sau đó đã được huấn luyện bởi các chuyên gia Hải quân Liên Xô. Vì những mục đích này, và để tiếp thu kinh nghiệm của Việt Nam, các máy bay chiến đấu và chỉ huy giàu kinh nghiệm các nhóm phòng thủ chống phá hoại (SDG), lực lượng và phương tiện nghi binh tàu ngầm (DSSF) và các chốt trinh sát biển (MRP) đã được cử đến Việt Nam, tất cả đều từ Hạm đội Thái Bình Dương Cờ đỏ và các hạm đội khác, và từ lực lượng dự bị của Tổng tư lệnh Hải quân Liên Xô. Việc triển khai được thực hiện thông qua Bộ Tổng tham mưu. Tạp chí Soldier of Fortune báo cáo rằng kể từ năm 1970 trở về sau, các thợ lặn trinh sát từ các lữ đoàn đặc nhiệm riêng biệt của Hải quân Liên Xô đã làm việc tại Việt Nam. Đại tá Hải quân O.G. Karataev, giáo sư Đại học Khí tượng Thủy văn Nhà nước St.Petersburg, đã nhiều lần đề cập trong các bài phát biểu trước công chúng rằng trong chuyến công tác đến Việt Nam vào những năm 1970 cho Hải quân Liên Xô, ông chịu trách nhiệm tổ chức các hoạt động chiến đấu của các thợ lặn trinh sát, người đã tham gia vào việc phá hủy các tàu thủy Hoa Kỳ. Theo ông, các thợ lặn trinh sát đã tiêu diệt thành công các mục tiêu có lính trên tàu. Đồng thời, người ta không thể nói về sự vắng mặt của sự kháng cự từ phía Mỹ. Karataev bị thương khi ở Việt Nam. Tuy nhiên, giáo sư không nói rõ điều này xảy ra do kết quả của các biện pháp chống phá hoại do người Mỹ thực hiện hay do các trường hợp khác. Ngoài ra, kể lại những ấn tượng của mình về thời gian ở Việt Nam, ông kể rằng những người lính trinh sát dưới nước Liên Xô phải làm việc trong điều kiện khắc nghiệt, thậm chí không có nước uống - có lúc họ phải uống nước đầm lầy bằng cách lọc qua tấm che mặt. Tiểu thuyết lá cải Mỹ khuấy động trí tưởng tượng bằng những câu chuyện về những cuộc chiến đấu không khoan nhượng giữa điệp viên Liên Xô và máy bay chiến đấu từ các đơn vị tối mật của Mỹ. Trên thực tế, chưa có chuyện gì như thế này diễn ra trên vùng biển Việt Nam. Hơn nữa, không giống như các ngành khác của lực lượng vũ trang, do tính chất đặc thù của nó, nhu cầu về các chuyên gia Liên Xô có trình độ chưa bao giờ biến mất (tất cả các ngành của lực lượng vũ trang gắn với trang bị chính xác cao), lính săn ngầm và du kích rừng Việt Nam đều có như vậy. kinh nghiệm chiến đấu mà vào giữa những năm 1980, các chiến sĩ tàu ngầm và du kích rừng Việt Nam đã có được kinh nghiệm chiến đấu như vậy. Vào giữa những năm 1980, các máy bay chiến đấu và chỉ huy Nhóm A và B của Ủy ban An ninh Nhà nước Liên Xô, được thế giới biết đến với cái tên Alpha và Vympel, đã được cử đến Việt Nam để chia sẻ kinh nghiệm chống lại các hoạt động phá hoại của kẻ thù. Thiếu tướng Yu.I. Drozdov (người chỉ huy Chiến dịch Bão số 333 ở Afghanistan năm 1979), báo cáo rằng ở Đông Nam Á, nhân viên Vympel đã giao lưu với các nhân viên tình báo Lào theo dõi và vô hiệu hóa những kẻ phá hoại, và được huấn luyện trong đơn vị đặc nhiệm Đặc công Việt Nam (tồn tại từ tháng 3/1967) gần Hà Nội, trong đó các thành viên biệt đội học cách làm việc trong rừng, áp dụng kỹ thuật di chuyển bí mật, làm chủ vũ khí phá hoại của Mỹ và tất nhiên, sẵn sàng chia sẻ kiến thức và kỹ năng với đồng nghiệp. Như Thiếu tá S.V. Kozlov, một nhà sử học về Lực lượng Đặc biệt Liên Xô, lưu ý, người Việt Nam có lẽ có kinh nghiệm chiến đấu dày dặn nhất trên thế giới vào thời điểm đó, và do đó họ có nhiều điều để học hỏi. Về phần mình, các máy bay chiến đấu Vympel đã huấn luyện cho các đồng nghiệp Việt Nam cách sử dụng các thiết bị đặc biệt của Liên Xô (bao gồm cả việc sử dụng tàu lượn có động cơ và xuồng kéo dưới nước kiểu Protey), vũ khí và phương pháp bắn, đồng thời thực hành các tình huống nhất định trong các hoạt động đô thị.
Trong thời kỳ hậu chiến, để nâng cao khả năng sẵn sàng chiến đấu của các đơn vị đổ bộ thuộc Hải quân Việt Nam, các cuộc tập trận chung đã được tiến hành với các binh sĩ thuộc Sư đoàn 55 Thủy quân Lục chiến Hạm đội Thái Bình Dương, những người đang làm nhiệm vụ chiến đấu ở khu vực Thái Bình Dương và Ấn Độ Dương.

## Hoạt động các chuyên gia thuộc Bộ Hàng hải Liên Xô
Các chuyên gia của Hạm đội Bộ Hàng hải (Dân sự) Liên Xô (MMF), hợp tác chặt chẽ với Cơ quan Đại diện Thương mại Liên Xô tại Việt Nam Dân chủ Cộng hòa và văn phòng lãnh đạo cơ quan đại diện Ủy ban Nhà nước Liên Xô về Quan hệ Kinh tế Đối ngoại (SCFE), đã cũng tham gia thực hiện các nhiệm vụ chính thức vì lợi ích của Quân đội nhân dân Việt Nam và Đoàn chuyên gia quân sự Liên Xô. Cuộc sống quân sự đầy khó khăn hàng ngày ở cảng Hải Phòng từ tháng 9 năm 1965 đến tháng 7 năm 1968, được mô tả chi tiết về đại diện đầu tiên của Hải quân Liên Xô tại Việt Nam Dân chủ Cộng hòa, N.I. Kovalev, người trong những năm này, đã tham gia tổ chức tiếp nhận và vận chuyển ngoại thương, hàng hóa, bao gồm cả mục đích quân sự, cũng như quản lý trực tiếp các hoạt động xếp dỡ. Công việc này không hề dễ dàng - tất cả các hoạt động này đều phải thực hiện dưới hỏa lực và bị bắn phá trong các cuộc không kích liên tục. Cũng có người thương vong trong số các thủy thủ dân sự trong quá trình làm nhiệm vụ. Ngày 2 tháng 6 năm 1967 lúc 15:40, hai máy bay Mỹ bắn súng máy cỡ lớn và đại bác vào tàu hơi nước Turkestan đang cập cảng Cẩm Phả và đang chất đầy than của Công ty Vận tải Viễn Đông, được cập cảng Cẩm Phả. Con tàu bị bắn 67 phát đạn, 7 thủy thủ bị thương, 2 người chết vì bị thương nặng. Báo động không kích, hú còi báo động, các cuộc không kích của Hoa Kỳ - tất cả những điều này là thực tế hàng ngày đối với các thủy thủ Liên Xô thuộc hạm đội dân sự ở Việt Nam. Năm 1985, một bộ phim truyện Liên Xô - Việt Nam, Tọa độ chết, được thực hiện dựa trên công việc anh hùng của các thủy thủ Liên Xô trong Chiến tranh Việt Nam.

## Hoạt động của lực lượng đặc biệt

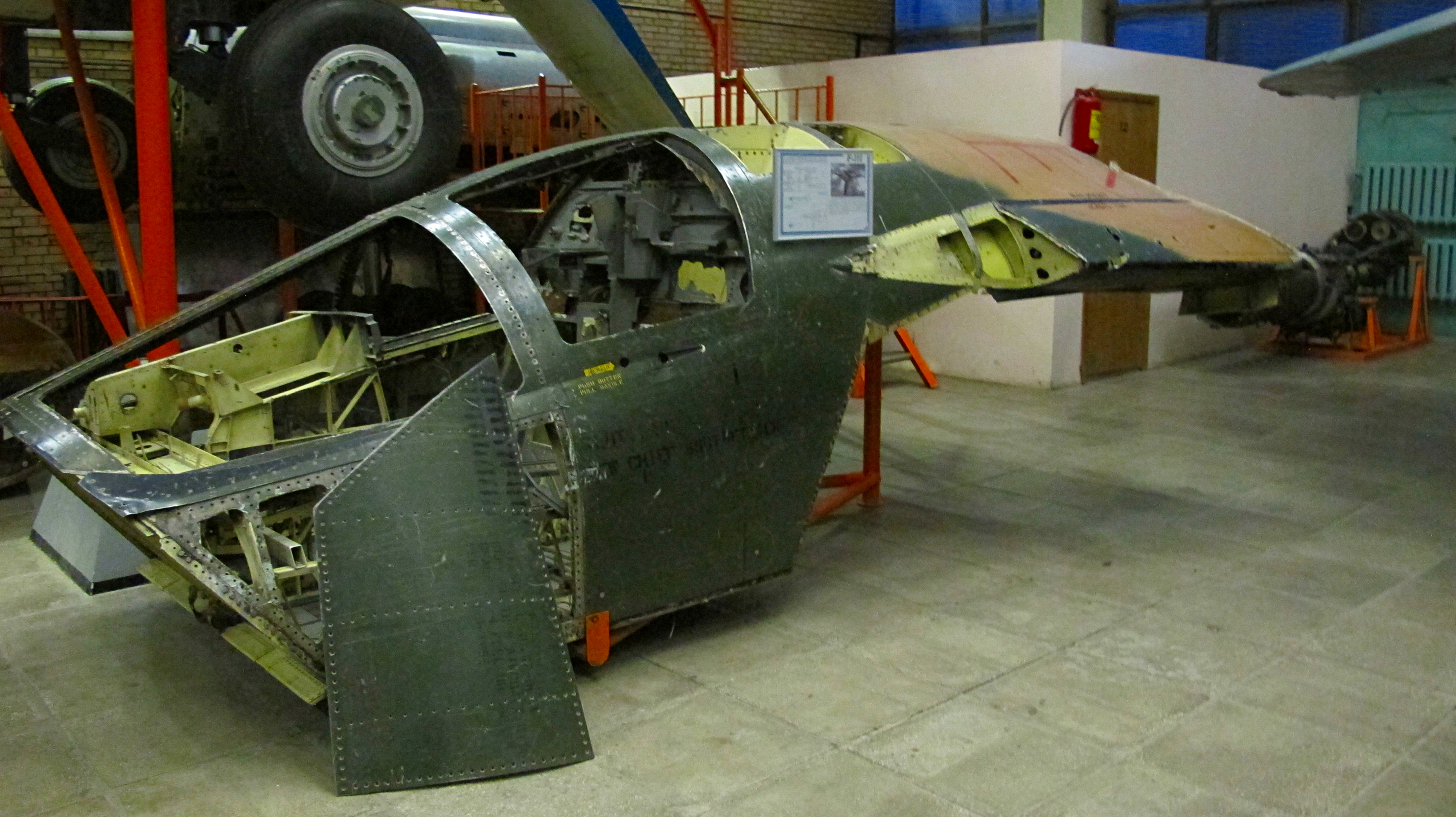
Bộ phận của máy bay F-111 A tại bảo tàng hàng không Moscow

Khoảng 3.300 chuyên gia quân sự Liên Xô, trong số đó có Spetsnaz, đã được cử đến Đông Nam Á trong Chiến tranh Việt Nam. Ở Việt Nam Cộng Hòa, lực lượng Spetsnaz được miêu tả là  những người đàn ông có đôi mắt xanh được cho là đang thực hiện các nhiệm vụ trinh sát và thử nghiệm súng trường bắn tỉa SVD Dragunov mới của họ. John Stryker Meyer làm việc cho Nhóm Nghiên cứu và Quan sát RT Idaho và đã có hai cuộc gặp gỡ với những gì họ tin rằng là các đơn vị Spetsnaz hoạt động ở Lào vào năm 1968.
Lực lượng Spetsnaz có nhiệm vụ chính, giúp đỡ Bắc Việt Nam trong cuộc chiến và đánh giá các vũ khí của Liên Xô trong màn độ sức với các phi cơ của Hoa Kỳ. Trong quá trình hoạt động tại Việt Nam, Spetsnaz đã thu được hai tin tình báo quan trọng của Hoa Kỳ, một máy giải mã tình báo và bộ phận máy bay F-111A. Ngày nay bộ phận của chiếc máy bay được trưng bày tại bảo tàng hàng không Moscow.